# Lista de expressões idiomáticas de origem histórica ou mitológica

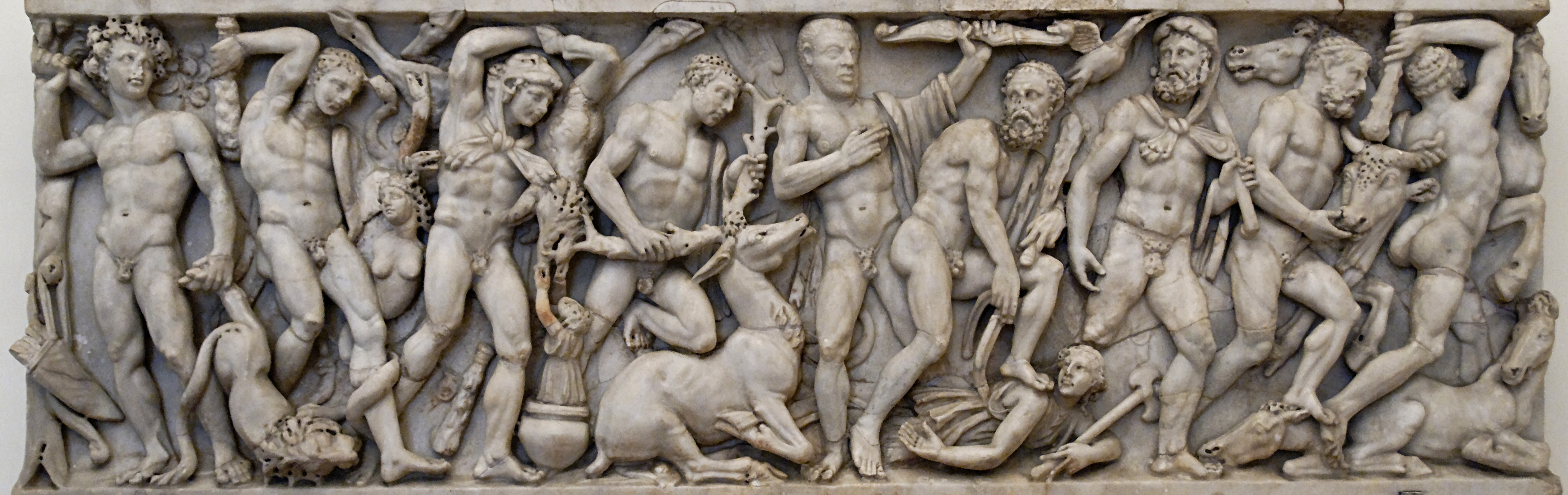
Os doze trabalhos de Hércules, painel lateral de um sarcófago da Coleção Ludovisi.

As expressões idiomáticas estão presentes em todas as línguas e culturas e caracterizam-se por não ser possível identificar seu significado apenas através do sentido literal das palavras que as compõem.
As religiões, mitologias e a própria história costumam representar ricas fontes para geração de expressões idiomáticas, que são preservadas através das gerações. Na cultura lusófona, muitas expressões referem-se especialmente a episódios da mitologia greco-romana, das religiões judaica e cristã e da história do mundo ocidental.
Segue-se uma lista de expressões geradas a partir destas fontes, acompanhadas de uma breve explicação para sua origem e significado:

## Origem mitológica

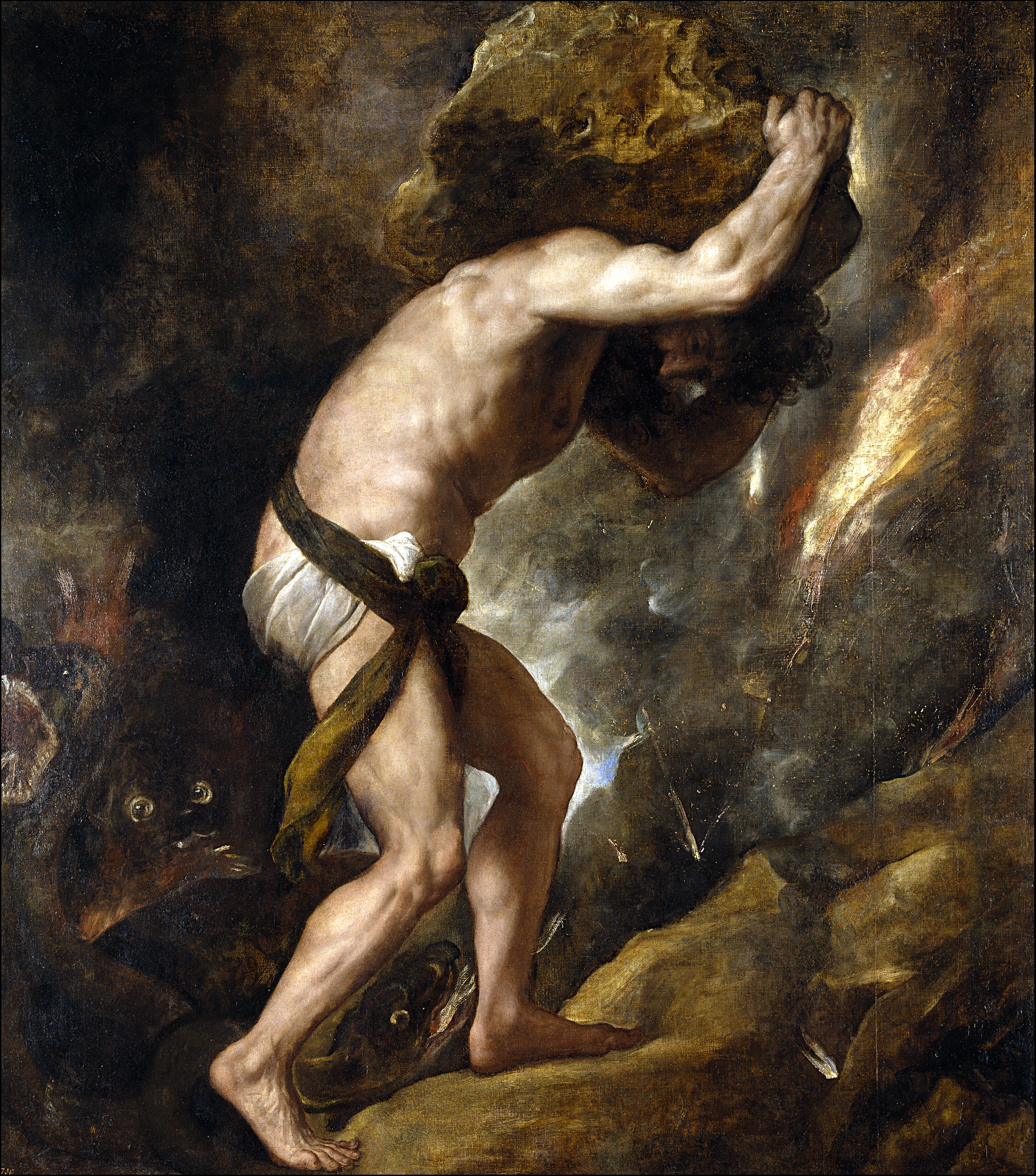
Sísifo, de Ticiano, 1549.

- trabalho de Sísifo - tarefa exaustiva, interminável e inútil.

Origem: Na mitologia grega, Sísifo, rei de Corinto, era considerado o mais astuto de todos os mortais. Após ter provocado a ira de Zeus por denunciar o rapto da mortal Egina, Sísifo escapou algumas vezes de Tânato, o deus da Morte, através de engenhosos ardis. Muito depois Hermes logrou levá-lo ao Hades, onde foi condenado, por toda a eternidade, a rolar até o cume de uma montanha uma grande pedra, que, ao alcançar o topo, despenca novamente montanha abaixo.
- beber das águas de Letes – esquecer completamente.

Origem: Na mitologia grega e romana, o rio Letes (esquecimento, em grego) era um dos cinco rios de Hades, o mundo subterrâneo. Dizia-se que suas águas tinham o poder de apagar as lembranças de quem as bebesse. Segundo Vigílio, as almas dos mortos eram forçadas a beber  de suas águas a fim de apagar os vestígios de suas vidas passadas e renascer em novos corpos
- comer o fígado - impor castigo terrível, pior que a morte.

Origem: Prometeu era um titã, filho de Jápeto, responsável por roubar o fogo dos deuses e o dar aos mortais. Zeus, temendo que os mortais ficassem tão poderosos quanto os próprios deuses, acorrentou-o a uma rocha do Cáucaso e determinou que uma águia lhe fosse comendo o fígado, que se regenerava incessantemente.
- esforço hercúleo ou titânico – esforço gigantesco, além (ou no limite) das possibilidades humanas.

Origem: Héracles (nome original grego) ou Hércules (nome romano) era um herói e semideus, filho de Zeus e da mortal Alcmena e um importante personagem da mitologia greco-romana. Dotado de coragem e força descomunais, participou de inúmeros episódios heroicos, destacando-se seus famosos doze trabalhos.
Os Titãs eram criaturas formidáveis, descendentes do céu, Urano e da terra, Gaia, destacando-se entre os seres que enfrentaram Zeus e os deuses olímpicos na sua ascensão ao poder. Dentre os mais famosos titãs (masculinos) e titânides (femininos), podem-se mencionar Atlas, Hiperião, Prometeu, Reia e Tétis.
- bicho de sete cabeças – enorme ameaça ou dificuldade, requerendo grande coragem e/ou astúcia para ser superada.

Origem: A expressão tem origem discutida, mas destacam-se duas interpretações. A primeira sustenta que sua origem está na mitologia grega, mais precisamente na história da Hidra de Lerna, uma monstruosa serpente com sete (ou nove) cabeças que se regeneravam mal eram cortadas e exalavam um vapor que matava quem estivesse por perto. A morte da Hidra foi o segundo dos famosos doze trabalhos de Hércules.
De acordo com uma segunda teoria, a expressão seria uma referência à primeira das duas bestas do Apocalipse de São João, descrita como um monstro de sete cabeças e dez chifres.

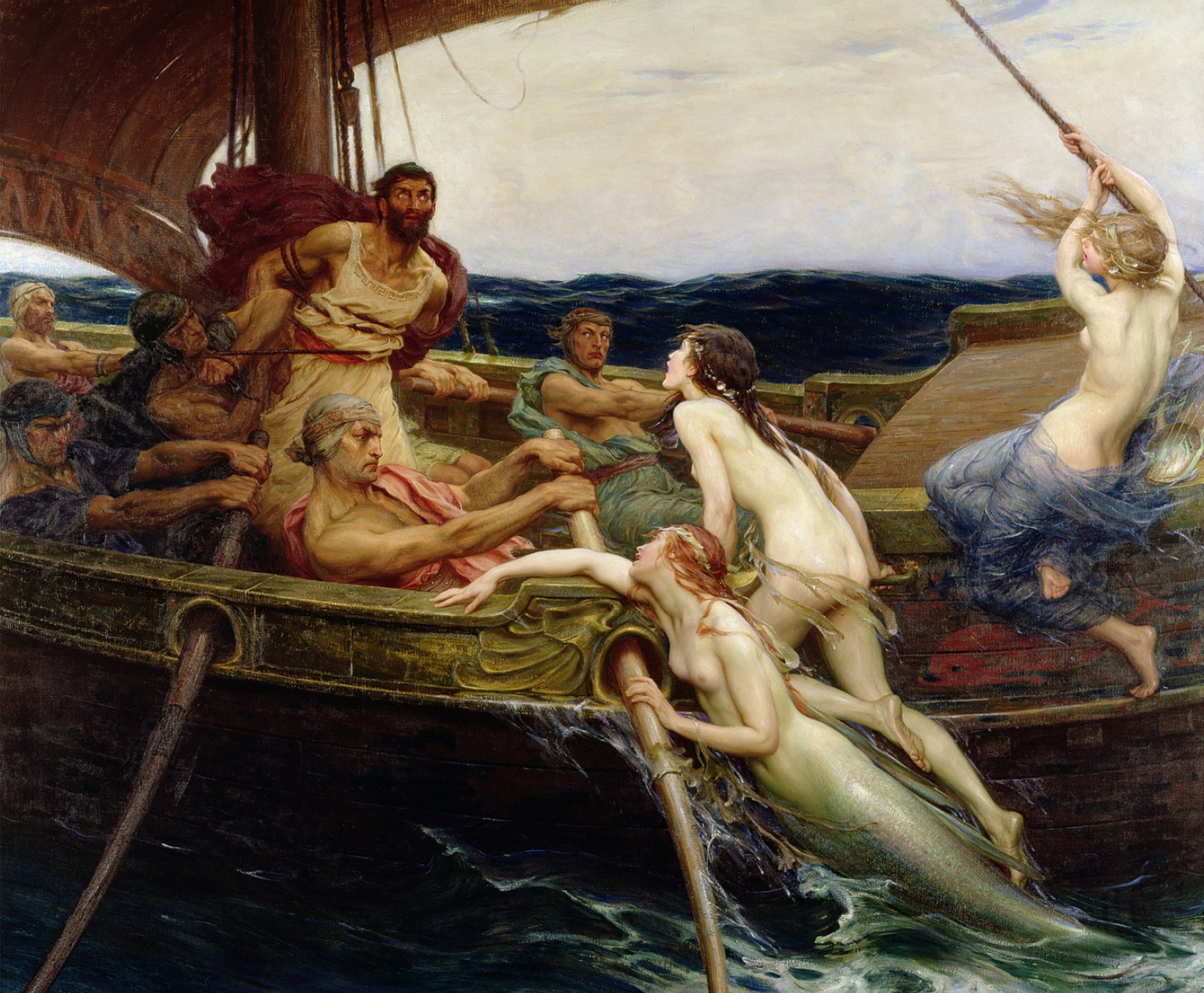
Odisseu e as sereias, de Herbert James Draper

- canto das sereias – jogo de sedução utilizado para enganar alguém.

Origem: Na mitologia grega, as sereias eram seres híbridos (metade pássaro, metade mulher; ou metade peixe, metade mulher) que seduziam os marinheiros com seu canto ou sua beleza. Quando estes se aproximavam, ficavam encantados e se descuidavam, deixando que seus navios naufragassem. Foram elas que Odisseu enfrentou no canto 12 da Odisseia.
- camisa de Nesso – presente fatal.

Origem: De acordo com a mitologia grega, Nesso foi um centauro, filho de Ixion e Nefele, que tentou violentar Dejanira, segunda mulher de Héracles, para se vingar de uma ofensa feita pelo herói. Héracles atingiu Nesso com uma flechada fatal, mas antes de morrer, este disse maliciosamente a Dejanira que seu sangue seria capaz de fazer Héracles amá-la para sempre. Mais tarde, como o interesse de Herácles pela esposa havia se reduzido, Dejanira espalhou o sangue em sua túnica. Quando Héracles a vestiu, sua carne foi queimada por efeito do sangue venenoso, que acabou por matá-lo. 

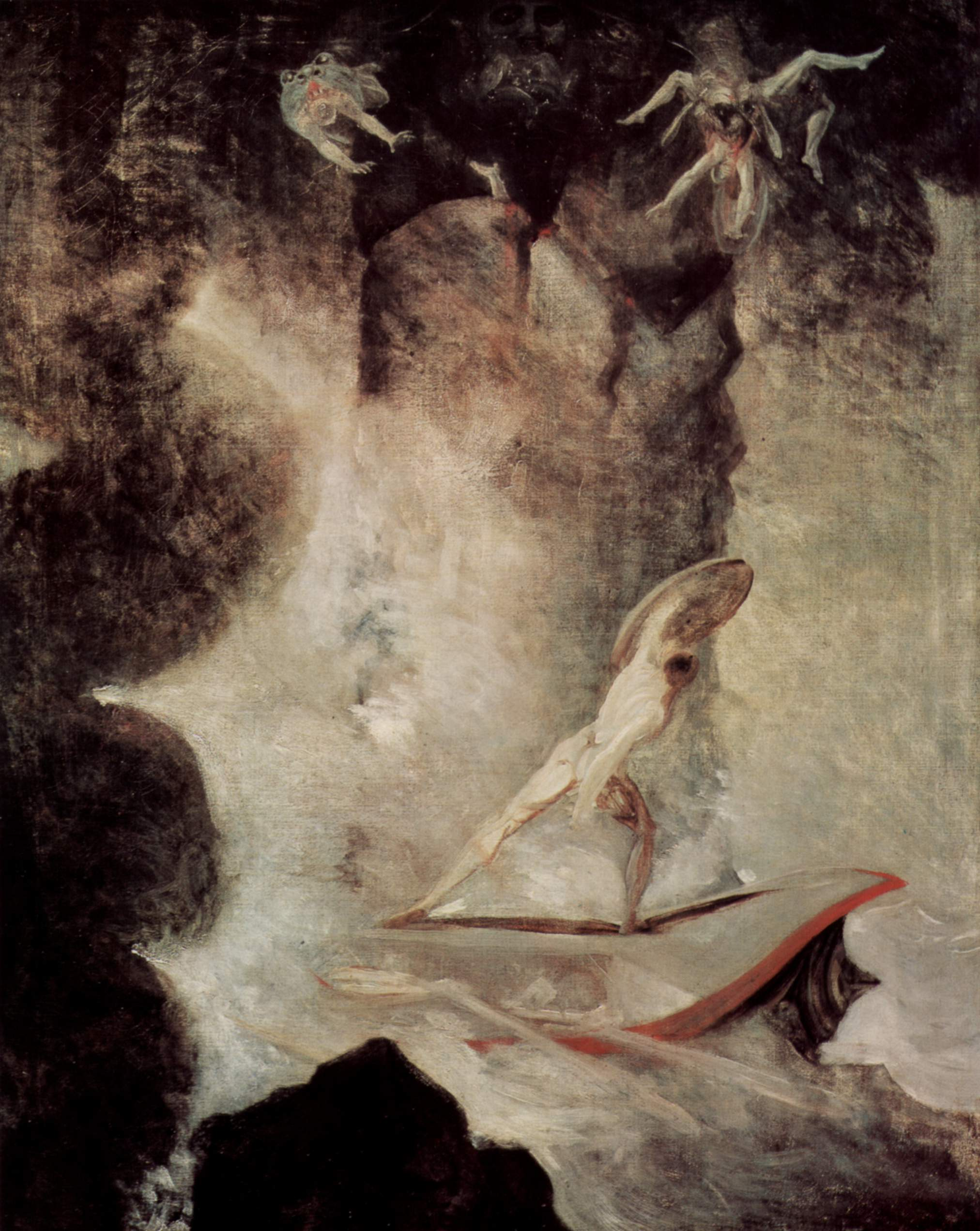
Odisseu lutando contra Cila e Caribdis, de Heinrich Füssli

- entre Cila e Caríbdis – entre duas formidáveis ameaças, sem chance de escapar e/ou sem saber qual das duas é o mais perigosa.

Origem: Na tradição mitológica grega, Cila e Caríbdis eram dois monstros marinhos que moravam nos lados opostos do estreito de Messina, que separa a Itália da Sicília, e personificavam os perigos da navegação perto de rochas e redemoinhos. Cila, que já fora uma bela ninfa, era uma devoradora de homens. No cimo do rochedo oposto ao de Cila, em frente a uma gruta onde Caríbdis se escondia, erguia-se uma figueira negra. Três vezes por dia, Caríbdis saía da gruta e sorvia as águas do mar, para depois cuspi-las, num turbilhão. Quando Odisseu passou pelo estreito de Messina, depois da guerra de Troia, foi arrastado pelo turbilhão de Caríbdis, após um naufrágio provocado pelo sacrilégio cometido contra os bois de Hélio. Conseguiu, porém, agarrar-se à figueira e depois a um mastro do navio naufragado, logrando escapar e prosseguir sua viagem de volta à Ática.

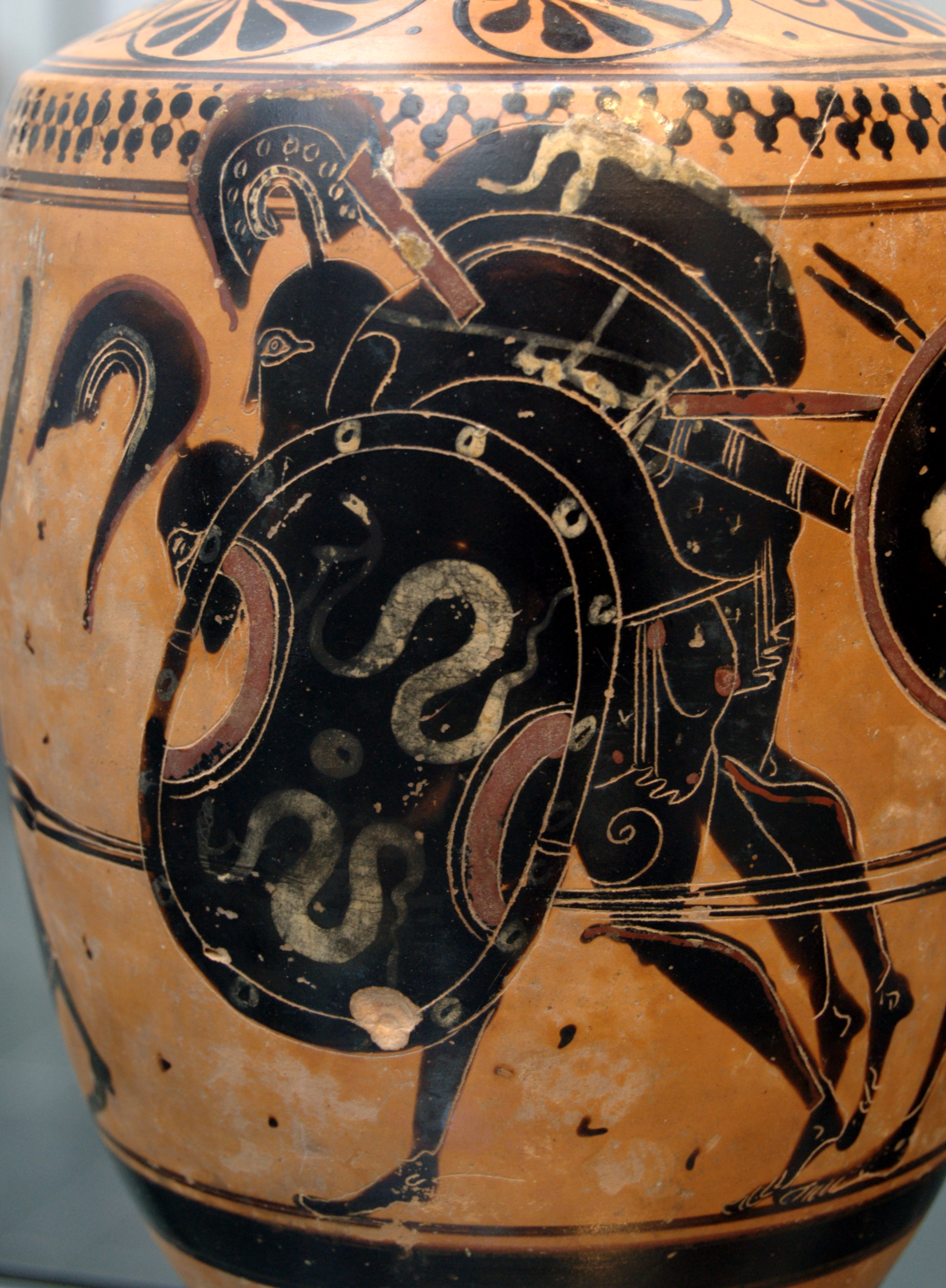
Ajax carrega o corpo de Aquiles, Coleções Estatais de Antiguidades

- calcanhar de Aquiles - ponto vulnerável, físico, moral ou intelectual.

Origem: Aquiles foi um semideus e herói da mitologia grega, considerado o maior guerreiro da Guerra de Troia e o personagem principal da Ilíada, de Homero. Quando Aquiles nasceu, sua mãe Tétis mergulhou seu corpo no rio Estige para torná-lo imortal; ficou, no entanto, vulnerável no calcanhar, parte do corpo pelo qual ela o segurava. No final da guerra contra Troia, Aquiles foi efetivamente morto por uma flechada no calcanhar, desferida por Páris, príncipe troiano.
- toque de Midas - capacidade de enriquecimento fácil, que pode se voltar contra o beneficiado, como castigo por sua ambição desmedida.

Origem: Midas foi um personagem da mitologia grega, rei da cidade frígia de Pessinus. Após ter libertado Sileno, mestre e pai de criação do deus Dionísio, recebeu, como recompensa que ele próprio escolhera, o dom de transformar qualquer coisa em ouro, pelo simples toque. Este dom mostrou-se trágico quando Midas percebeu que nunca mais poderia comer nem beber nada. Desesperado, quase morrendo de fome, Midas implorou a Dionísio que lhe retirasse o terrível dom.

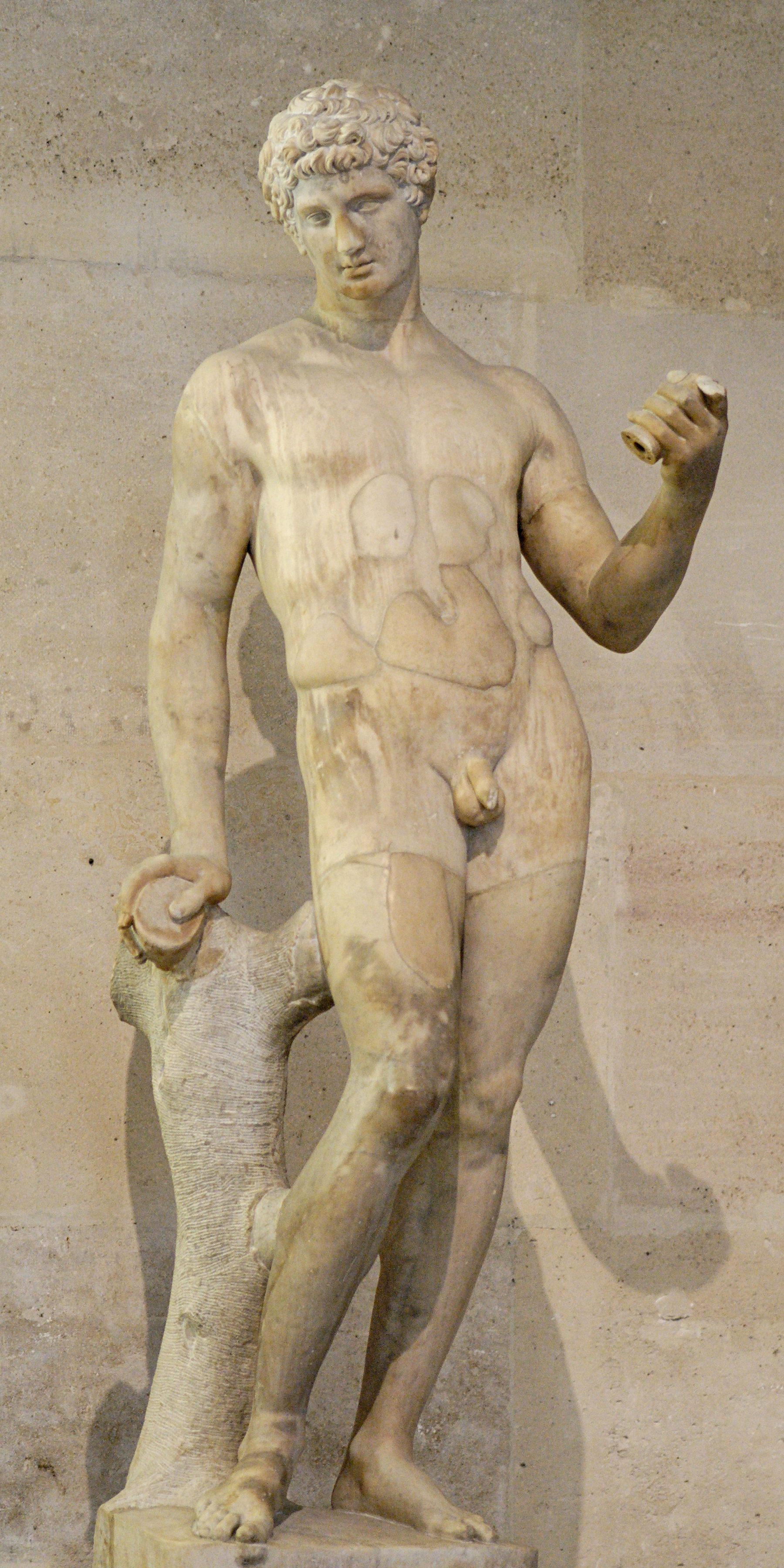
Adônis, torso romano no museu do Louvre

- belo como um Adônis - jovem de extrema beleza, disputado pelas mulheres.

Origem: Adônis, na Mitologia grega, era um príncipe que nasceu das relações incestuosas que o rei Cíniras de Chipre manteve com a sua filha Mirra. Devido à sua extrema beleza, Adônis despertou o amor das deusas Perséfone e Afrodite, que passaram a disputar sua companhia, tendo finalmente que submeter-se à sentença de Zeus. Este estipulou que Adônis passaria um terço do ano com cada uma delas, mas Adônis, que preferia Afrodite, permanecia com ela também o terço restante. Como no terço correspondente a Perséfone (esposa de Hades, deus do mundo inferior) Adônis ficava com ela no submundo, nasce desse mito a ideia do ciclo anual da vegetação, com a semente que permanece sob a terra por quatro meses.
- leito de Procrusto - aplicação arbitrária de uma medida única; sujeição forçada à opinião ou vontade de outrem.

Origem: Procrusto (ou Procusto) era um bandido da Ática, famoso pelas torturas que infligia aos viajantes a que oferecia hospedagem, até que ficassem da medida de um leito de ferro que havia em sua casa. Se os hóspedes fossem mais altos, ele os amputava; se eram mais baixos, eram esticados até atingirem o comprimento correto. Ninguém sobrevivia, pois nunca uma vítima se ajustava exatamente ao tamanho da cama. Mais tarde, foi morto por Teseu, que lhe aplicou seu próprio castigo. Curiosamente, a tradição rabínica menciona que um dos crimes cometidos contra os forasteiros pelos habitantes de Sodoma era quase idêntico ao de Procusto, dizendo respeito à cama de Sodoma (mitat s'dom) na qual os visitantes da cidade eram obrigados a dormir.
- tomar a nuvem por Juno - iludir-se; tomar os desejos por realidade.

Origem: Após apiedar-se de uma punição aplicada ao vilão Íxion, criador de cavalos, Zeus convidou-o para um banquete no Olimpo. Tendo-se embriagado pelo néctar, Íxion passou a assediar Hera (Juno, na mitologia romana), a própria mulher de seu anfitrião. Ao perceber as intenções do visitante, Hera alertou o esposo a respeito das intenções de seu convidado. Zeus, em lugar de irritar-se, achou divertida a situação, e para testar seu hóspede, moldou uma nuvem na forma de sua própria esposa e deixou-a a sós com Íxion, que a possuiu. Desse conúbio nasceu a raça dos Centauros, metade homens, metade cavalos. Como Íxion divulgou aos mortais que havia possuído a esposa de Zeus, este o fulminou com um raio e o lançou ao Tártaro, onde foi preso a uma roda em chamas e condenado a nela girar pela eternidade.

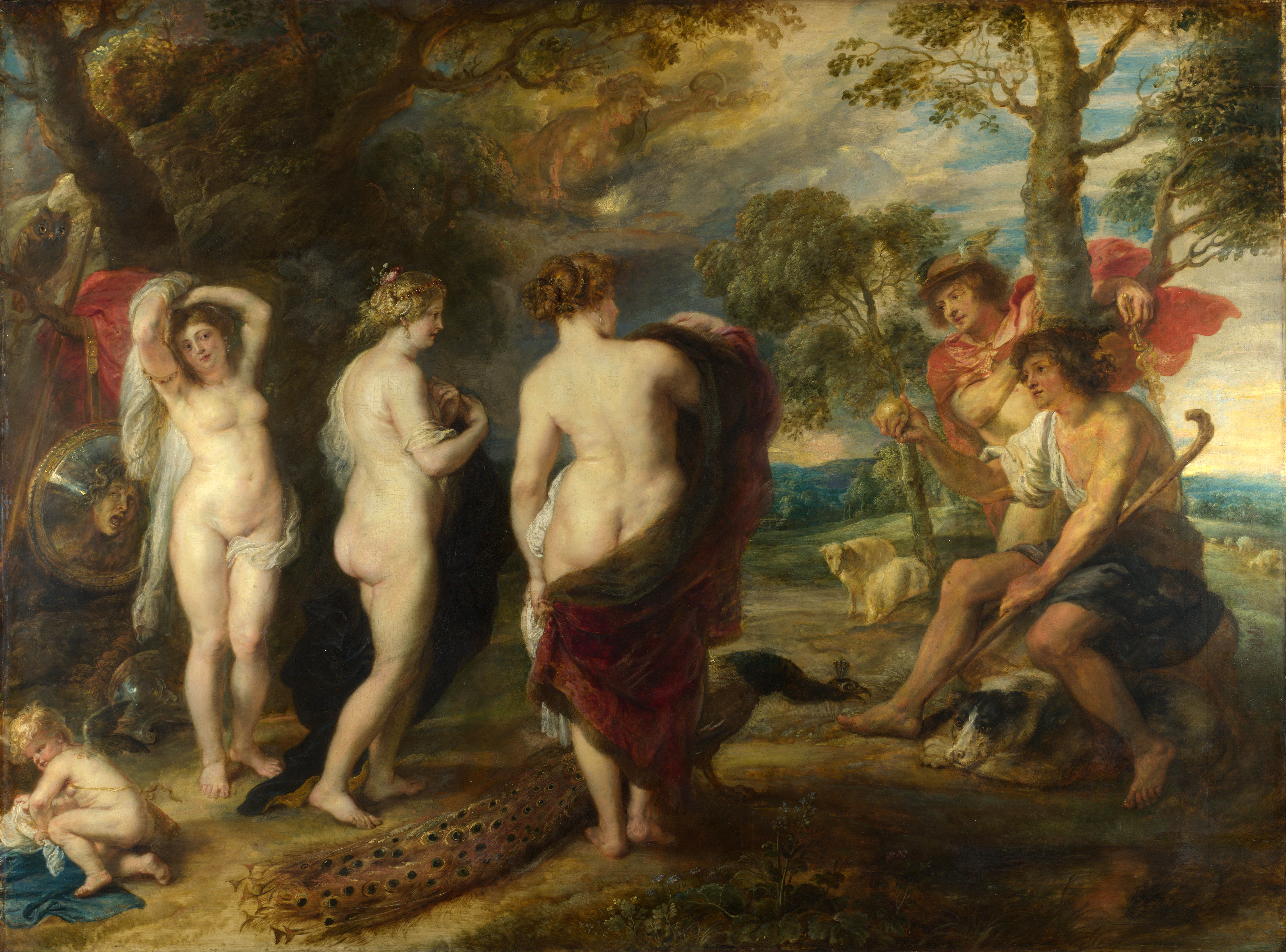
O julgamento de Páris, Peter Paul Rubens.

- pomo da discórdia - motivo principal de uma disputa; algo que dá motivo a uma grande desavença.

Origem: Ofendida por não ter sido convidada para as núpcias de Tétis com Peleu, Éris, a deusa da Discórdia, resolveu vingar-se lançando sobre a mesa do banquete uma maçã de ouro, com a inscrição "Para a mais bela das deusas". As três deusas mais poderosas, Hera, Afrodite e Atena, imediatamente quiseram o troféu. Para se livrar da delicada situação, Zeus, o senhor do Olimpo, transferiu a decisão para Páris, filho do rei Príamo, de Troia, que havia demonstrado imparcialidade em uma disputa de touros contra o deus Ares. Em troca da maçã de ouro, Atena ofereceu a Páris uma vitória gloriosa na guerra; Hera, o reinado absoluto de toda a Europa e Ásia; Afrodite, o amor da mais bela mulher do mundo. Páris concedeu o título a Afrodite e a deusa prometeu-lhe o amor da belissima Helena, casada com o rei de Esparta, Menelau. Com a ajuda de Afrodite, Páris raptou Helena e levou-a para casar-se com ele em Troia, evento que provocou a célebre Guerra de Troia.
- profecia de Cassandra - profecia catastrófica, na qual ninguém acredita.

Origem: Cassandra era uma das filhas de Príamo, rei de Troia, que recebera do deus Apolo a proposta de ganhar o dom da profecia, em troca de entregar-se a ele. Cassandra aceitou a condição, mas depois de receber o dom, esquivou-se a cumprir o combinado. Para vingar-se, Apolo manteve o dom, mas condenou-a a uma completa falta de persuasão. Durante a guerra de Troia, Cassandra por diversas vezes alerta os troianos de perigos iminentes (sendo o último deles a armadilha do cavalo de Troia), mas invariavelmente não é ouvida. Após a guerra é levada como escrava e amante por Agamenon, chefe supremo dos exércitos gregos.
- presente de grego - presente ou oferta que traz prejuízo ou aborrecimentos a quem a recebe.

Origem: Após 10 anos de sítio, sem derrotar as defesas das muralhas de Troia, os gregos, num estratagema concebido por Odisseu, simularem terem desistido da guerra e embarcaram em seus navios, deixando na praia um enorme cavalo de madeira, que os troianos levaram para o interior de sua cidade, como símbolo de sua vitória. À noite, quando todos dormiam, os soldados gregos escondidos dentro do cavalo saíram e abriram os portões da cidade. O exército grego pôde assim entrar em Troia, conquistar a cidade, destruí-la e incendiá-la.
- agradar a gregos e troianos - agradar a todos, mesmo a pessoas com características muito diferentes; agradar a dois partidos opostos.

Origem: Páris, príncipe troiano, raptou Helena, rainha grega, esposa de Menelau. Gregos e troianos envolveram-se em violenta guerra. O conflito durou dez anos e terminou com a destruição de Troia. A vitória dos gregos foi possível graças a Odisseu, que teve a ideia de construir o célebre cavalo de Troia. Por esta história se conclui que agradar a gregos e troianos é uma tarefa difícil, mesmo impossível.
- voto de Minerva - voto de desempate, dado por uma autoridade superior.

Origem: Orestes era filho do rei grego Agamenão, que foi assassinado por sua esposa, Clitemnestra e o amante, Egisto, logo após ter retornado da guerra de Troia. Revoltado, Orestes vingou a morte do pai matando Clitemnestra e Egisto. Segundo a tradição, aquele que cometesse um crime contra o próprio geno era punido com a morte pelas terríveis Erínias, para as quais o matricídio era o mais grave e imperdoável de todos os crimes. Sabendo do castigo que o esperava, Orestes apelou para o deus Apolo, que decidiu advogar em seu favor, levando o julgamento para o Areópago. As Erínias foram as acusadoras e Palas Atena (que corresponde à deusa romana Minerva), a presidente do julgamento. A votação, num júri formada por doze cidadãos atenienses, terminou empatada. Atena, então, proferiu sua sentença decisiva, declarando Orestes inocente.

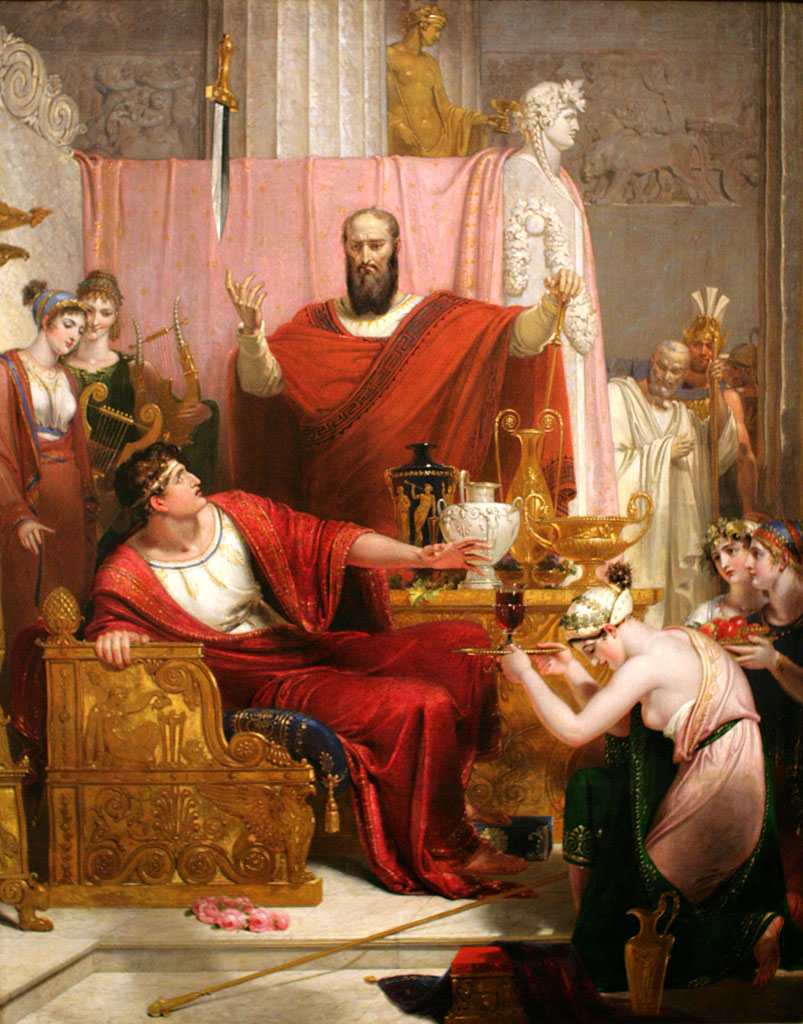
A espada de Dâmocles, Richard Westall.

- espada de Dâmocles - perigo iminente, fruto da inveja e/ou da ambição pelo poder.

Origem: Dâmocles, cortesão e bajulador do rei Dionísio I de Siracusa, expressava constantemente sua inveja pela sorte do tirano. Para dar-lhe uma lição, Dionísio combinou que lhe passaria o poder por um dia. À noite, durante o banquete que o tirano lhe ofereceu, Dâmocles percebeu que sobre sua cabeça pendia a espada do tirano, suspensa por um fio de cabelo. Com isso este lhe fez perceber que o poder está sempre à mercê das mais perigosas ameaças.
- cova de Caco - esconderijo de ladrões.

Origem: Caco era um célebre bandido da mitologia romana, metade homem e metade animal, filho do deus do fogo, Vulcano. Caco vivia numa caverna sob o monte Aventino, onde guardava o fruto de seus roubos. Certa feita, Hércules retornava para casa depois de haver roubado os bois de Gerião (um de seus famosos doze trabalhos) e parou para descansar às margens do Tibre. Naquela noite, Caco roubou oito dos melhores touros e novilhas do rebanho, arrastando-os pelas caudas para cobrir suas pegadas. Quando Hércules despertou, procurou em vão o gado perdido, mas, ao passar perto da cova de Caco, escutou uma das novilhas mugir. Seguindo o som, Hércules encontrou Caco e o matou, recobrando assim o gado roubado.

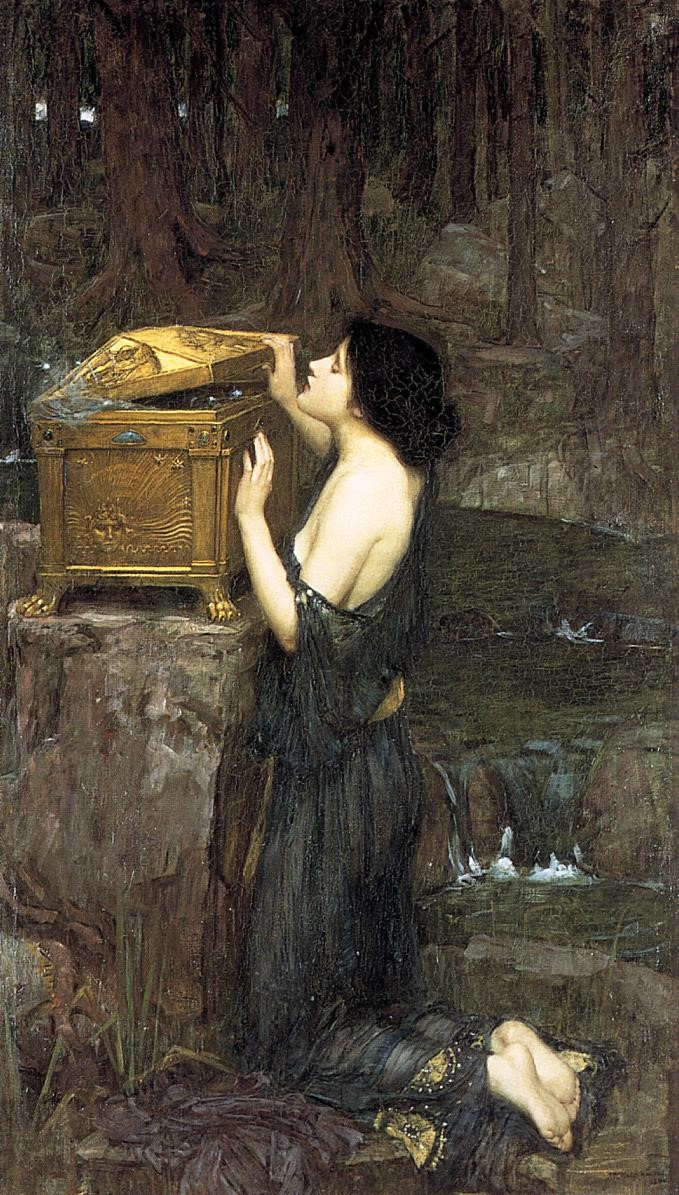
Pandora, John William Waterhouse.

- caixa de Pandora ou boceta de Pandora - algo que gera forte curiosidade, mas que é melhor não ser revelado ou estudado.

Origem: Pandora foi a primeira mulher, forjada por Hefesto e Atena por orientação de Zeus, para punir a raça humana, a quem Prometeu tinha acabado de dar o fogo roubado dos deuses. Pandora foi enviada a Epimeteu, irmão de Prometeu, como um presente de Zeus. Prometeu alertou o irmão quanto ao perigo de se aceitar o presente, mas Epimeteu ignorou a advertência e a esposou. Pandora trouxera consigo uma pequena caixa de ouro (ou jarra, ou ânfora, de acordo com outras tradições), colocada por Zeus em sua bagagem. Mal chegou à Terra, movida por irresistível curiosidade, acabou abrindo a caixa, liberando assim todos os males que haveriam de afligir a humanidade dali em diante: a dor, o sofrimento, a velhice, a doença, a miséria, a ambição, o ódio, a guerra, a loucura, a mentira, a paixão. No fundo da caixa, restou apenas a esperança. A vingança de Zeus estava consumada.

## Origem religiosa
- ser o bode expiatório - pagar pela culpa dos outros.

Origem: Conforme a tradição hebraica da época do Templo de Jerusalém, o bode expiatório era um animal separado do rebanho e deixado só no deserto, depois dos sacerdotes o terem carregado com as maldições que queriam desviar de cima do povo. Este costume fazia parte dos rituais do Yom Kippur, o Dia da Expiação, e é descrito com detalhes no livro do Levítico, Velho Testamento. Em sentido figurado, um "bode expiatório" é uma pessoa, grupo de pessoas ou mesmo todo um povo, escolhido arbitrariamente para assumir sozinho a culpa de uma calamidade, crime ou qualquer evento negativo.
- do arco-da-velha - algo de tempos antigos, espantoso, inacreditável, inverossímil.

Origem: Trata-se de uma forma reduzida de "arco da lei velha", em referência ao arco-íris, que, segundo o Antigo Testamento da Bíblia, Deus teria criado em sinal da eterna aliança entre ele e os homens.
- paciência de Jó - paciência, tolerância ou resignação acima dos limites razoáveis.

Origem: Jó foi um personagem do Antigo Testamento, que viveu na terra de Uz, atual Iraque. Em função de uma aposta entre Deus e o Diabo, foi vítima de muito sofrimento (incluindo a perda de sua fortuna, da saúde e de quase todos os parentes), para ver se ele mantinha sua fé a despeito de todas as adversidades. Apesar de incitado pela mulher e amigos a amaldiçoar a Deus, Jó aguentou firme todas as provações. Ao final, Deus o recompensou, devolvendo-lhe em dobro tudo o que perdera.
- sabedoria salomônica - grande sabedoria, utilizada para governar com justiça e equidade.

Origem: Salomão, personagem bíblico, filho de Davi e terceiro rei de Israel, governou durante cerca de quarenta anos e ficou conhecido como um sábio governante e um juiz justo e imparcial. Ficou especialmente notório seu julgamento do caso em que duas mães disputavam um bebê, onde distinguiu a falsa mãe da verdadeira simulando dividir o bebê em dois e dar metade a cada uma.

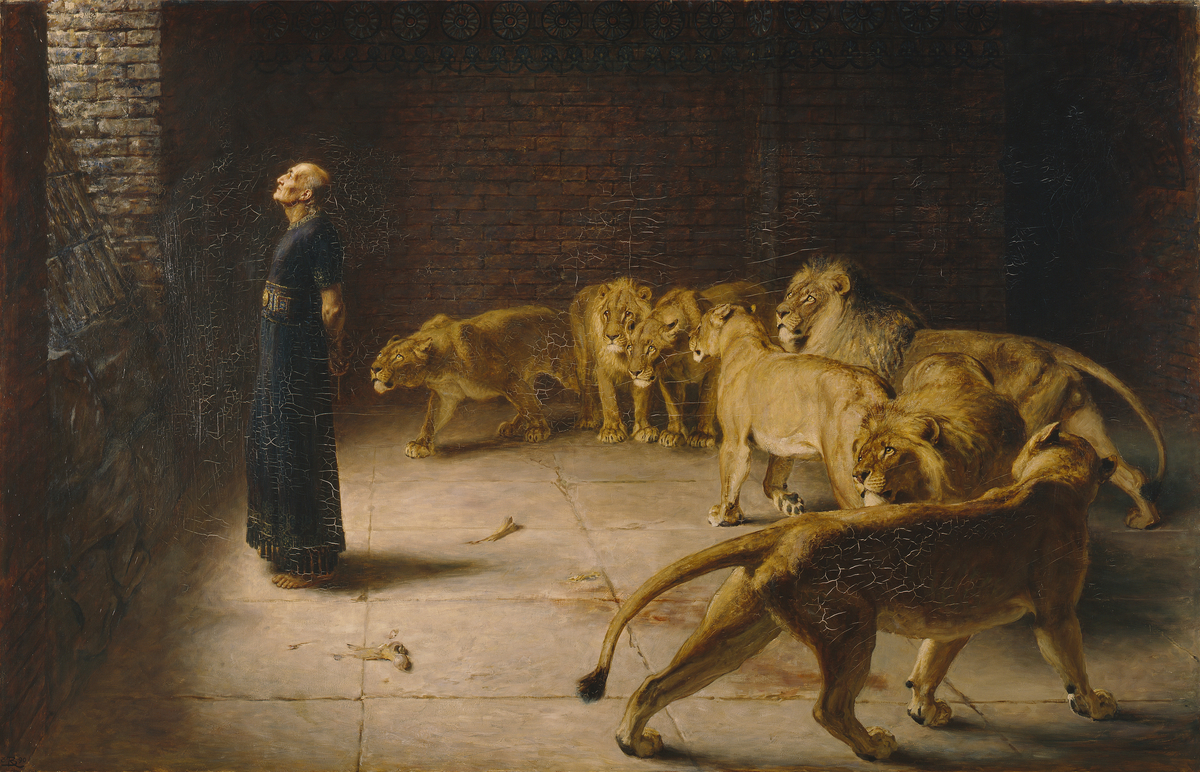
Daniel na cova dos leões, Briton Rivière.

- cova dos leões - enorme perigo, do qual só se pode escapar com grande fé e coragem.

Origem: Daniel, personagem do Antigo Testamento, um dos maiores exemplos de fidelidade e dedicação a Deus, foi lançado a uma cova de leões por haver desrespeitado com suas orações um decreto de Dario, rei dos Medos. Na manhã do dia seguinte, Dario foi até a entrada da cova e surpreendeu-se por encontrar Daniel são e salvo, sem que os leões lhe tivessem feito qualquer mal. Questionado pelo rei, Daniel afirmou que Deus havia enviado um anjo para protegê-lo, porque era inocente. Admirado com sua fé e com o poder do deus de Israel, Dario libertou o profeta.
- Madalena arrependida - alguém que se arrepende do passado e/ou muda radicalmente de estilo de vida.

Origem: Maria Madalena é um personagem do Novo Testamento, apresentada como uma das discípulas mais devotas de Jesus Cristo. O Evangelho de Lucas, no Novo Testamento, cita: "Maria, chamada Madalena, da qual saíram sete demônios" (os sete pecados capitais: luxúria, ódio, cobiça, avareza, orgulho, gula e preguiça). Apesar de não haver qualquer fundamento bíblico para considerá-la como uma prostituta arrependida dos pecados e que teria pedido perdão a Cristo, esta versão é a que ficou vulgarmente conhecida.
- espírito de porco - diz-se de pessoa cruel, ranzinza, inconveniente, com tendência a complicar situações e/ou causar constrangimentos.

Origem: Conforme o livro O bode expiatório, do professor Ari Riboldi, a expressão se origina da má fama do porco, associado, desde os tempos bíblicos, no Antigo e Novo Testamento, à sujeira, à impureza, ao pecado e ao demônio. Acrescendo-se a isto, no Brasil Colônia os escravos faziam todo tipo de trabalho, mas tinham verdadeiro pavor de abater porcos, pela crença de que os espíritos suínos atormentariam seus algozes durante a noite.
- dar pérolas aos porcos - oferecer algo de grande valor a alguém incapaz de apreciá-lo; dizer preciosidades a quem não é capaz de entender.

Origem: Referência à seguinte passagem do Evangelho de São Mateus, no Novo Testamento: "Não deem o que é sagrado aos cães, nem atirem suas pérolas aos porcos; caso contrário, estes as pisarão, e aqueles, voltando-se contra vocês, os despedaçarão."
"O que é sagrado" refere-se aos alimentos consagrados a sacrifícios, que só os sacerdotes podiam comer (Êxodo 29:23; Levítico 2:3). Se fossem dados a um cão, ele seria incapaz de saboreá-lo. E as pérolas, que nem mesmo podem ser comidas, seriam apenas pisadas pelos porcos. Assim, nenhuma gratidão pode ser esperada por parte desses animais. Em vez disso, eles poderiam até mesmo responder com violência.

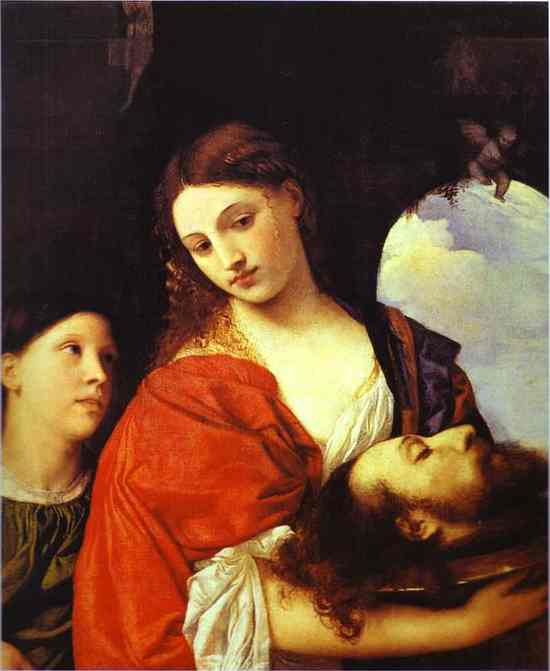
Salomé com a cabeça de João Batista.

- quem pariu Mateus que o embale - se alguém cria algum problema, deve ser responsável por ele.

Origem: Expressão de origem não bem definida. Uma possível explicação é a de que Jesus decidiu acolher Mateus entre seus discípulos, mesmo sendo ele um cobrador de impostos para Herodes Antipas, o tetrarca da Galileia. Após o chamado, Mateus convidou Jesus para um banquete em sua casa. Ao ver isto, os fariseus criticaram Jesus por cear com coletores de impostos e pecadores. Segundo eles, só seria capaz de gostar de um cobrador de impostos a sua própria mãe. Somente ela, havendo parido Mateus, teria a obrigação de embalá-lo.
- entregar de bandeja - entregar algo facilmente, sem resistência.

Origem: Salomé, a neta de Herodes Antipas, conseguiu convencê-lo, quando estava bêbado, a satisfazer-lhe um desejo se dançasse para ele. Ela então pediu-lhe a cabeça de João Batista numa "bandeja de prata" (Mateus 14:1–12, Marcos 6:14–29 e Lucas 9:7–9). Herodes, apesar de horrorizado, consentiu e realizou o desejo de Salomé para cumprir sua promessa.
- ver para crer - incredulidade, necessidade de provas para acreditar.

Origem: Expressão originada do episódio do Novo Testamento, onde o apóstolo Tomé manifesta sua dúvida quanto à ressurreição de Jesus e afirma que necessita ver e sentir suas chagas antes de se convencer. Essa passagem é origem da expressão "Tomé, o incrédulo" bem como de diversas tradições populares similares, tal como "Fulano é feito São Tomé: precisa ver para crer".

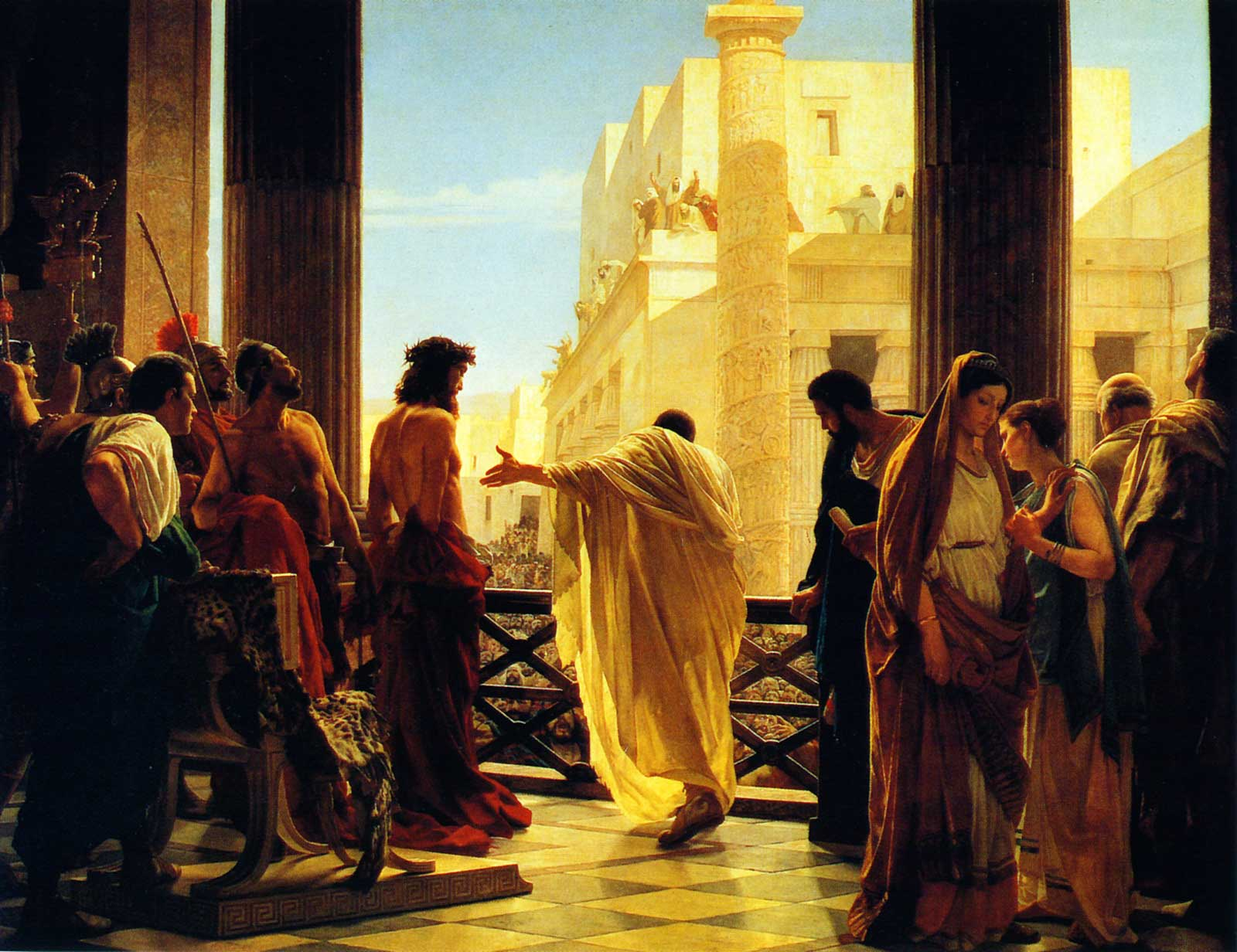
Ecce Homo ("Eis o homem"), de Antonio Ciseri.

- lavar as mãos - eximir-se de responsabilidade.

Origem: Pôncio Pilatos era prefeito (praefectus) da província romana da Judeia na época da pregação de Jesus Cristo. Quando o Sinédrio judaico lhe enviou Jesus para execução, Pilatos, por dizer não ter nele encontrado nenhuma culpa, ficou hesitante e tentou livrá-lo da morte, mas o povo de Jerusalém preferiu salvar Barrabás. Pilatos então, após lavar as próprias mãos, em sinal de renúncia de qualquer responsabilidade, condenou Jesus a morrer na cruz.
- beijo de Judas - sinal de traição
- dinheiro de Judas - preço de uma traição
- onde Judas perdeu as botas - lugar distante ou inacessível.

Origem: Após trair Jesus (identificando-o com um beijo aos soldados romanos que vieram prendê-lo no jardim de Getsêmani, logo após a Última Ceia) e receber seus 30 dinheiros, Judas Iscariotes, imerso em depressão e culpa, decidiu suicidar-se por enforcamento. Acontece que ele se matou sem as botas e os 30 dinheiros não foram encontrados com ele. Os soldados saíram em busca das botas de Judas, onde provavelmente estaria o dinheiro. Nunca saberemos se acharam ou não as botas e o dinheiro, mas a expressão atravessou os séculos.
- se a montanha não vai a Maomé, Maomé vai à montanha - preferência por soluções simples e exequíveis.

Origem: Conta-se que uma vez os árabes pediram a Maomé uma prova do que ensinava, desafiando-o a mover até si o monte Safa, na Arábia Saudita. Maomé tentou e, não conseguindo o milagre, foi ele mesmo até a montanha. Em seguida elogiou a misericórdia de Allah, porque desta forma a montanha não tinha esmagado a todos.
- estar entre a cruz e caldeirinha - estar diante de um dilema, tendo que decidir entre duas opções igualmente ruins.

Origem: Reminiscência das torturas da Inquisição, em que a vítima ou aceitava a religião católica ou era metido em um caldeirão quente. Outra versão se refere à cerimônia de encomendação de um defunto, onde, em um extremo do ataúde, perto dos pés, ficava uma cruz, erguida pelo acólito; no outro extremo, perto da cabeça, se posicionava o sacerdote com a caldeirinha de água benta.
- a carne é fraca - sobre a facilidade com que cedemos às tentações.

Origem: pouco antes de sua prisão, Jesus advertiu os três discípulos que estavam com ele por estarem dormindo enquanto ele passava por grande agonia. A frase que ele disse foi: «o espírito, na verdade, está pronto, mas a carne é fraca.» (Mateus 26:42)
- quem não está conosco está contra - sobre o alinhamento polarizado em situações de crise.

Origem: segundo o Evangelho de Marcos, Jesus teria dito «Pois quem não é contra nós, é por nós.» (Marcos 9:40).

## Origem histórica (ou pseudo-histórica)
- estilo lacônico - modo breve ou conciso de falar ou de escrever.

Origem: O autodomínio, a sobriedade e a concisão eram algumas das características mais valorizadas pela sociedade de Esparta, cidade grega da região da Lacônia, situada na península do Peloponeso.
- corrida de Aquiles contra a tartaruga - paradoxo, ilusão de movimento.

Origem: Zenão de Eleia foi um filósofo pré-socrático, nascido em Eleia, na Magna Grécia. Discípulo de Parmênides, seu método consistia em questionar a realidade aparente, através de engenhosos paradoxos, envolvendo o infinito e os infinitésimos. Em um de seus famosos argumentos, Zenão propõe imaginarmos uma corrida entre um atleta velocista, Aquiles, e uma tartaruga. Mesmo que seja dada à tartaruga uma vantagem inicial em distância, Aquiles jamais a alcançará, porque quando ele chegar ao ponto de onde a tartaruga partiu, ela já terá percorrido uma nova distância; e quando ele atingir essa nova distância, a tartaruga já terá percorrido uma outra nova distância, e assim, ao infinito.
- leis draconianas - leis especialmente duras, envolvendo  severas punições.

Origem: Drácon foi um legislador e arconte ateniense do século VII a.C., que recebeu poderes extraordinários para pôr fim ao conflito social provocado por um golpe de estado. Elaborou então, em 621 a.C., um código de leis muito drásticas, cuja severidade fez com que o adjetivo draconiano chegasse à posteridade como sinônimo de desumano, excessivamente rígido. 
- cair no ostracismo- ser excluído ou rejeitado por um determinado grupo.

Origem: O ostracismo era um tipo de punição existente em Atenas, a partir do século V a.C., na qual, o cidadão, geralmente um político, que atentasse contra a liberdade pública, era votado pelos outros cidadãos para ser banido ou exilado, por um período de dez anos. Segundo Plutarco, na obra Vidas Paralelas, o procedimento consistia em prover cada eleitor com um óstraco ou pedaço de cerâmica, para escrever nele o nome do cidadão que quisesse remover da cidade e deixa-lo na Ágora.

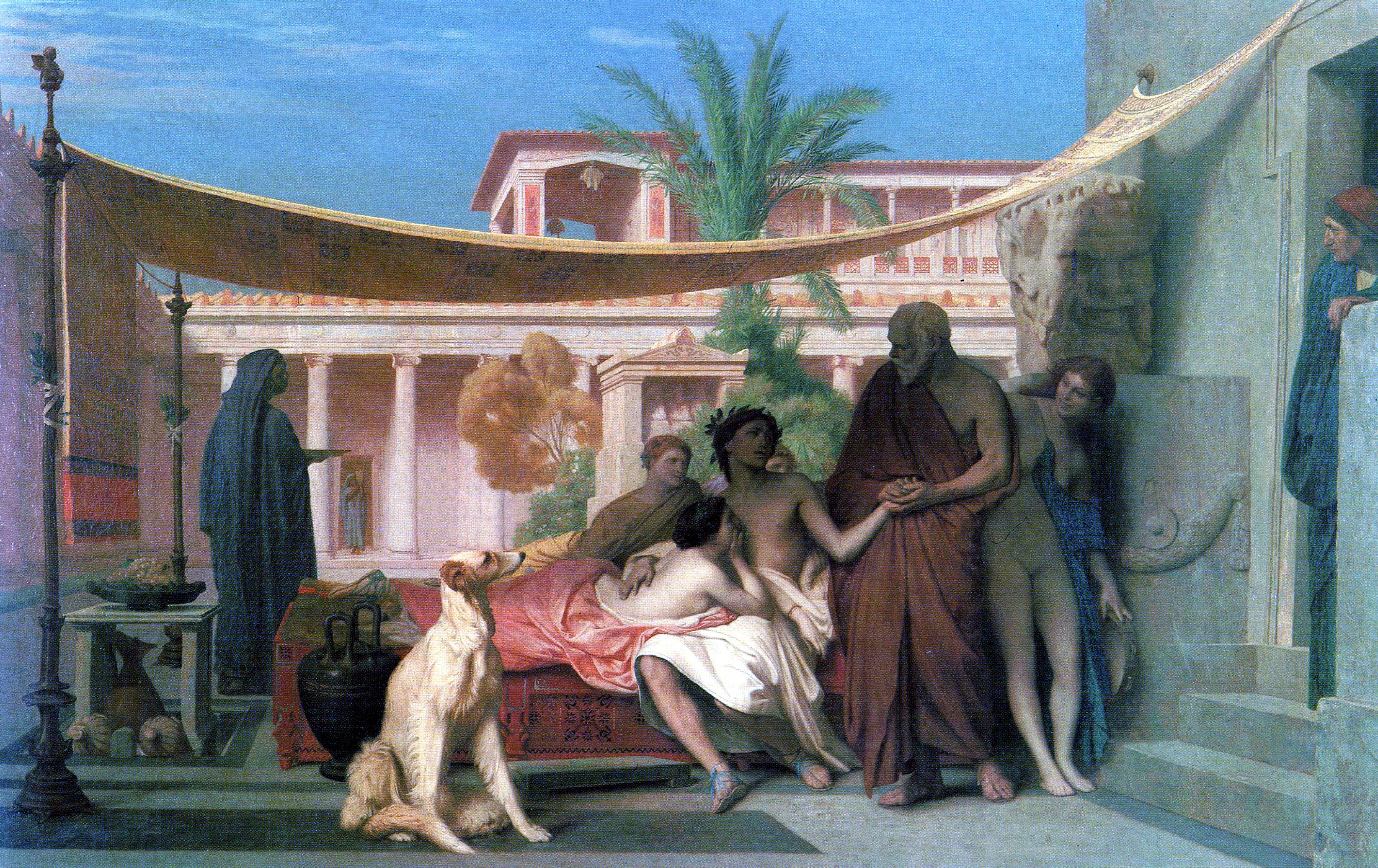
Sócrates e Alcibíades na casa de Aspásia, Jean-Léon Gérôme.

- amor platônico - relação afetuosa que exclui a atração sexual.

Origem: O termo amor platônico foi utilizado pela primeira vez no século XV, pelo filósofo neoplatônico Marsilio Ficino, como um sinônimo de amor socrático. Ambas as expressões significam um amor centrado na beleza do caráter e na inteligência de uma pessoa, em vez de em seus atributos físicos, e se remetem ao laço especial de afeto entre dois homens a que o filósofo grego Platão tinha se referido em seu diálogo O Banquete, exemplificando-o com o afeto que havia entre Sócrates e seus discípulos homens, em particular Alcibíades.
- ir além das sandálias - dar palpite em assunto que não seja de sua especialidade.

Origem: O escritor latino Plínio menciona que Apeles, célebre pintor grego que viveu na Jônia no século IV a.C., tinha o costume de exibir suas novas obras na porta de seu ateliê e esconder-se para ouvir os comentários dos passantes. Quando um sapateiro comentou sobre um engano técnico que encontrou numa sandália pintada em um dos seus quadros, Apeles fez a correção naquela mesma noite. Na manhã seguinte, vaidoso por perceber que o pintor havia considerado seu comentário, o sapateiro começou a criticar a forma com que Apeles havia pintado uma perna. Apeles saiu então imediatamente de seu esconderijo e exclamou "Ne sutor ultra crepidam": "Não vá o sapateiro além das sandálias".

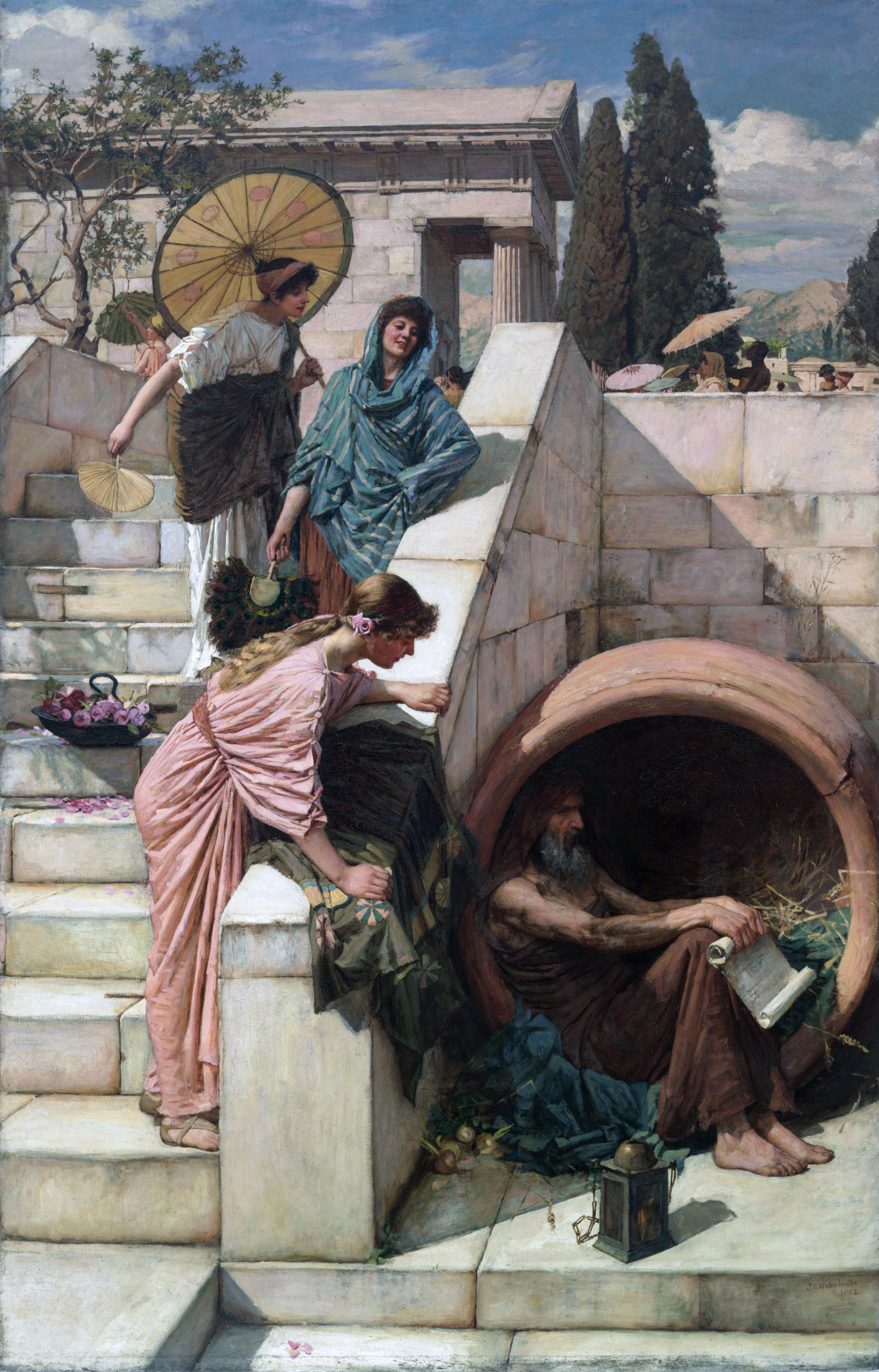
Diógenes, John William Waterhouse.

- atitude cínica - comportamento hipócrita, descarado, despudorado, insensível.

Origem: O Cinismo foi uma corrente filosófica grega fundada por Antístenes, discípulo de Sócrates, e cujo maior nome foi Diógenes de Sínope. Pelo fato de que a corrente pregava o desapego aos bens materiais e externos, assim como o menosprezo pelo sofrimento, a doença e a morte, tanto dos outros quanto de si próprio (preocupações das quais os cínicos desejavam libertar-se), o termo cínico passou à posteridade com uma conotação destorcida e pejorativa, por influência dos detratores da corrente.
- estilo sibarítico - caracterizado por luxo excessivo ou efeminado.

Origem: Síbaris foi uma colônia cidade grega fundada em 720 a.C. às margens do golfo de Tarento, na atual Calábria. O comércio intenso a tornou não apenas rica como também uma das mais importantes cidades da Magna Grécia. Em função da opulência de Síbaris, o termo sibarita consagrou-se como sinônimo de pessoa dada aos prazeres da vida.
- nó górdio – fulcro da questão; cerne de um problema complexo, resolvido de maneira simples e eficaz.

Origem: Alexandre, o Grande, a caminho da Ásia Menor, escutou uma lenda que afirmava que quem desatasse um dificílimo nó, amarrado por Górdio, antigo rei da Frígia, dominaria toda a região. Após bastante refletir, Alexandre desembainhou sua espada e cortou o nó. Poucos anos depois Alexandre se tornou senhor da Ásia Menor.
- vitória de Pirro ou vitória pírrica - uma vitória obtida a alto preço, causando prejuízos irreparáveis.

Origem: Pirro, rei do Epiro e da Macedônia, era o general que comandou o exército grego, na campanha pelo controle da Magna Grécia. Após ter vencido a Batalha de Ásculo contra os romanos, em 279 a.C., com um número considerável de baixas, e ao ser parabenizado pela vitória, teria dito: "Mais uma vitória como esta, estou perdido".
- queimar as naus, queimar os navios ou queimar as caravelas - seguir em frente, com confiança absoluta na vitória final.

Origem: Agátocles, tirano de Siracusa, após o desembarcar nas costas da África, numa expedição marítima contra os cartagineses, mandou queimar todos os próprios navios e marchou contra Cartago, onde alcançou a vitória. Fez isso para anular qualquer possibilidade de fuga ou recuo, pois sem os navios seria impossível voltar atrás.
Conta-se que o mesmo estratagema foi utilizado por Menelau, Régulo, Juliano, Guilherme, o Conquistador e ainda por Cortés, no México.
- ficar para as calendas gregas - ser agendado ou transferido para uma data que jamais ocorrerá.

Origem: As calendas eram o primeiro dia do mês romano, onde estes habitualmente realizavam seus pagamentos. Ad calendas græcas é uma expressão latina que indica algo que jamais ocorrerá, pois as calendas eram inexistentes no calendário grego.
- ganso do Capitólio - pessoa que contribui involuntariamente para alguma ação importante.

Origem: Alusão ao aviso que os gansos consagrados a Juno deram, quando os guerreiros de Breno atacaram furtivamente, em plena noite, a colina do Capitólio, em Roma, no século IV a.C. Com o alarido, os soldados romanos não foram surpreendidos dormindo em suas fortificações e puderam oferecer prolongada resistência ao ataque gaulês.

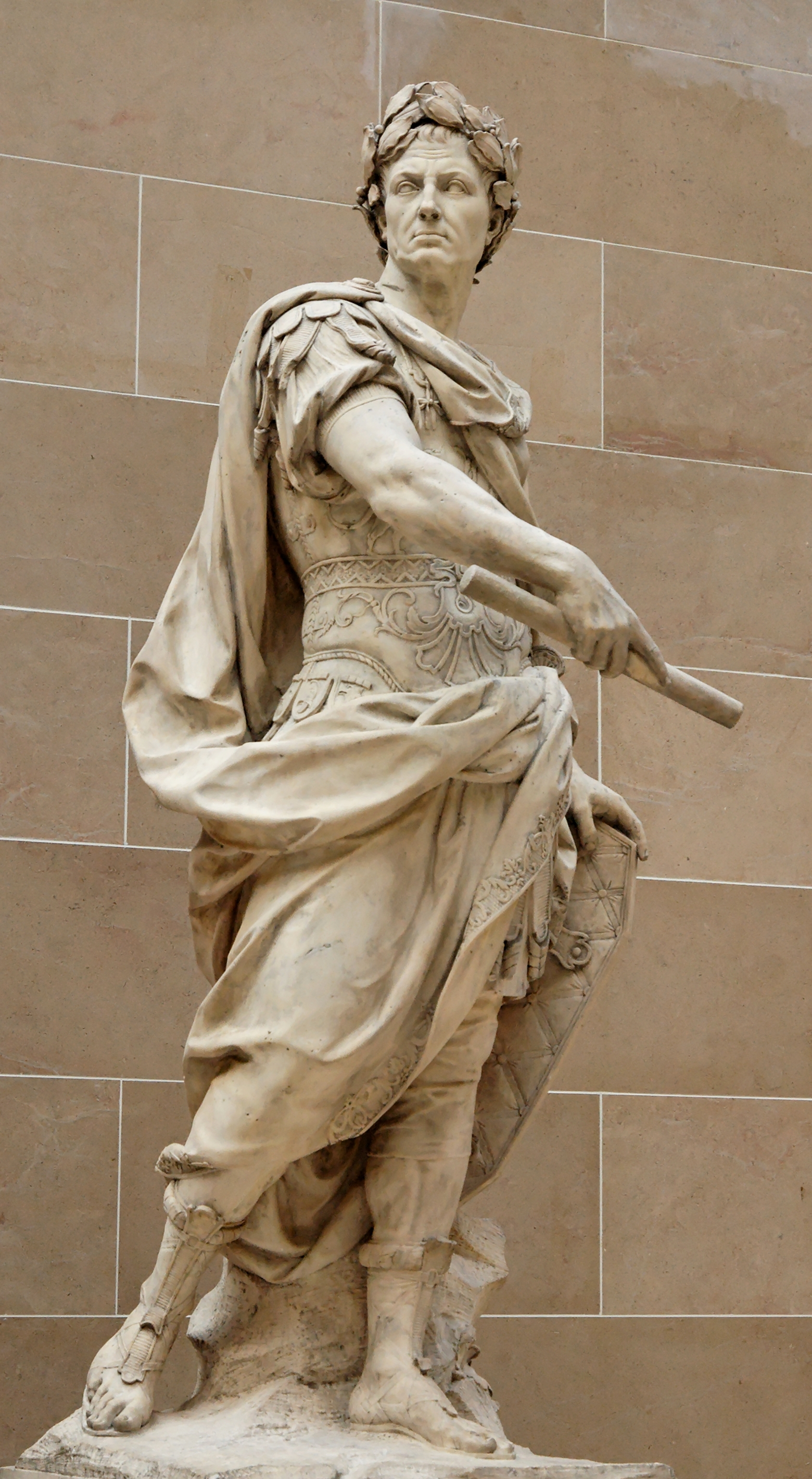
Júlio César, estátua no Museu do Louvre

- ai dos vencidos! - aos vencidos não resta senão resignar-se.
- espada de Breno - prepotência do vencedor.

Origem: Breno, foi um chefe celta que liderou o exército gaulês em 390 a.C., capturando e saqueando a cidade de Roma, após ter batido os romanos na batalha de Ália. Após um longo cerco, os romanos concordaram em pagar um pesado resgate em ouro para libertar a cidade. Durante a pesagem do resgate, de acordo com a lenda, os romanos reclamaram contra o uso de pesos falsos. Breno atirou então a sua espada ao prato da balança, pronunciando a frase "Vae victis!", que significa "Ai dos vencidos!"
- cruzar o Rubicão - tomar uma decisão arriscada de maneira irrevogável, sem volta.

Origem: O rio Rubicão é um pequeno curso de água do nordeste da Itália, ao Sul de Ravena, que corre para o mar Adriático. No período da República Romana era proibido a qualquer general atravessá-lo acompanhado de suas tropas, retornando de campanhas ao norte de Roma, para impedi-los de manobrar grandes contingentes no núcleo do Império Romano, evitando assim riscos à estabilidade do poder central..
Quando Júlio César atravessou o Rubicão, em 49 a.C., em perseguição a Pompeu, violou a lei e tornou inevitável o conflito armado. Segundo Suetônio, César teria então proferido a famosa frase Alea jacta est ("a sorte está lançada" ou "os dados estão lançados").
- cuidado com os idos de março! - atenção à má sorte.

Origem: Os idos de março ("eidus Martiae" em latim) é um dia no calendário romano tradicional que corresponde à data de 15 de março em nosso calendário atual. Hoje, a data é comumente associada à má sorte, uma reputação que ganhou no final do reinado do imperador romano Júlio César (100-43 aC). Nos idos de março de 44 aC, César foi assassinado, morto a facadas pelos conspiradores perto do Teatro de Pompeu, onde o Senado se reunia.

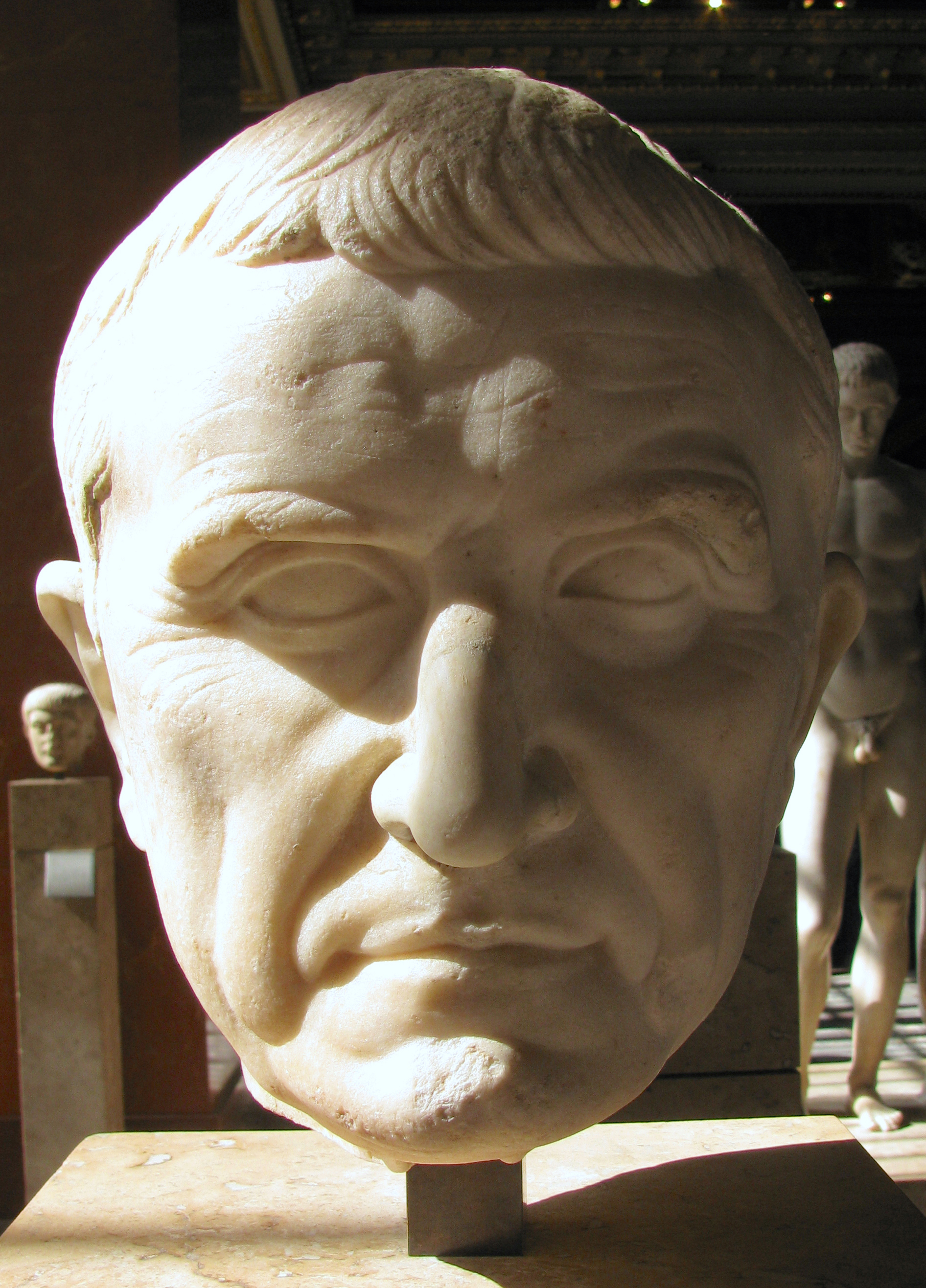
Marco Licínio Crasso

- não entender patavina - não conhecer ou entender nada sobre determinado assunto.

Origem: Tito Lívio, natural de Patavium, hoje Pádua (Padova), na Itália, expressava-se em péssimo latim, que poucos entendiam. Daí surgiu a expressão, que originariamente significava não entender nada sobre algo que foi dito.
- erro crasso - falha grosseira de planejamento, com consequências trágicas.

Origem: Marco Licínio Crasso era um aristocrata, general e político romano, que comandou a vitória da batalha da Porta Colina e esmagou a revolta dos escravos liderada por Espártaco. Em campanha contra os partos, porém, apesar da enorme superioridade numérica de seu exército, sofreu uma derrota fragorosa na batalha de Carras, em 53 a.C., em função de uma série de falhas táticas grosseiras. Mais de 20 000 soldados perderam a vida e cerca de 10 000 foram feitos prisioneiros; a cabeça e a mão direita de Crasso foram levadas ao rei parto, Orodes II.

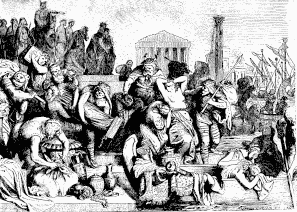
Os vândalos saqueando Roma.

- agir como um vândalo - destruir ou depredar bens públicos por revolta ou simples prazer da destruição.

Origem: A tribo germânica oriental dos Vândalos, procedente da Escandinávia, penetrou no Império Romano durante o século V, estabelecendo-se no norte da África, com base na cidade de Cartago. Em 455 os vândalos invadiram Roma, saqueando-a e destruindo edificações, monumentos, tesouros religiosos e obras de arte, que se perderam para sempre.
- discutir o sexo dos anjos/o umbigo de Adão/quantos anjos sapateiam na cabeça de um alfinete – o mesmo que:
- discussão bizantina – discussão que não leva a nada, sobre assunto sem nenhum interesse prático.

Origem: Quando os turcos invadiram Constantinopla, capital do Império Bizantino, no século XV, saqueando e incendiando a cidade, violando mulheres e assassinando o último imperador, Constantino XI Paleólogo , os teólogos locais, impassíveis, continuaram em concílio, onde discutiam se Adão tinha umbigo e qual era o sexo dos anjos.

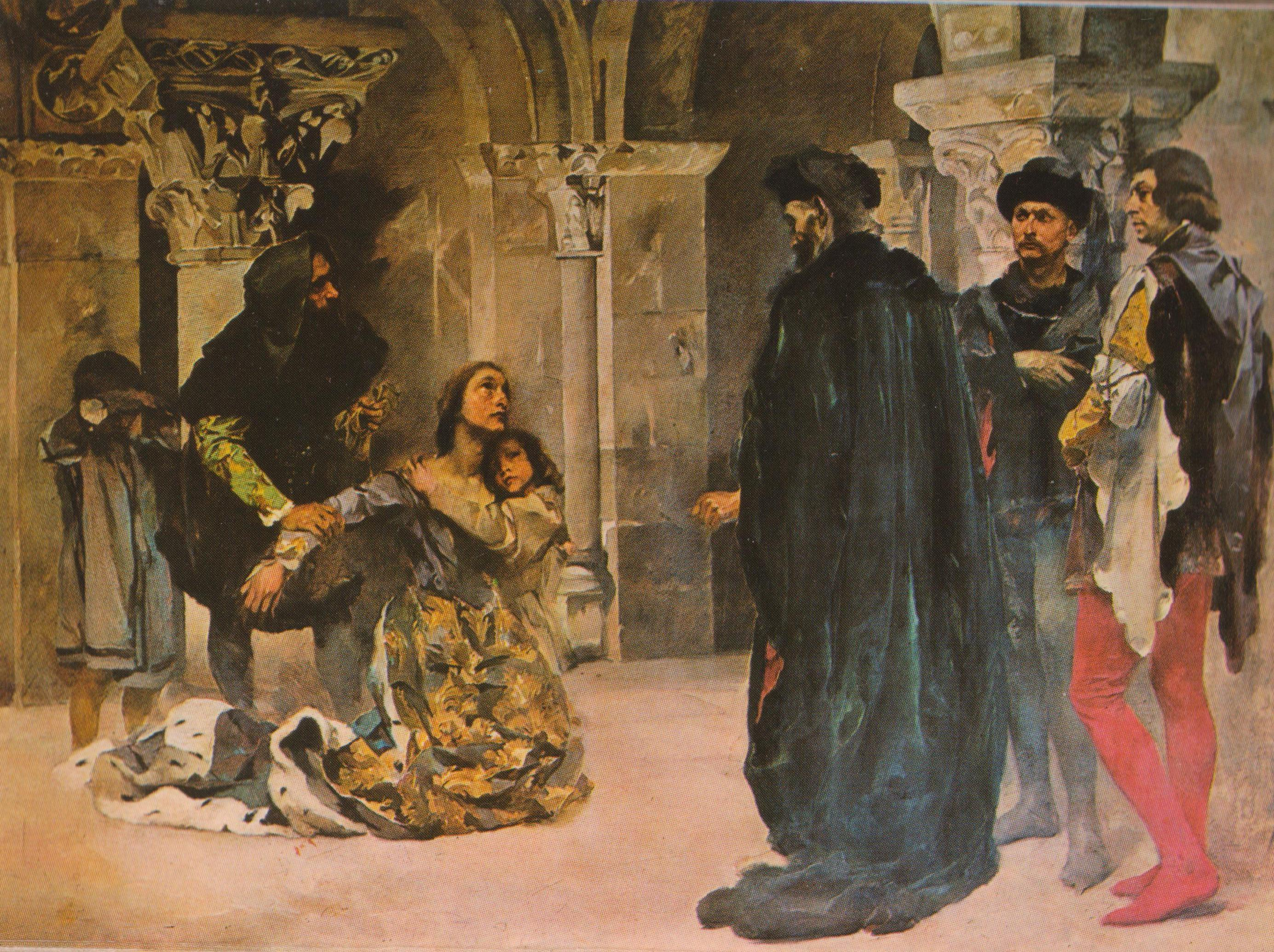
Drama de Inês de Castro, por Columbano Bordalo Pinheiro.

- Inês é morta - expressão utilizada, no sentido de “agora é tarde”, em relação a uma providência tomada atrasadamente.

Origem: Inês de Castro uma nobre galega do século XIV, foi amante do futuro rei Pedro I de Portugal, de quem teve quatro filhos, para escândalo da corte e do próprio povo. Foi executada às ordens do pai deste, Afonso IV, tendo sido sua morte cantada por Camões, António Ferreira, João de Barros e muitos outros. Pedro só foi reconhecer que havia se casado secretamente com Inês, para dar legitimidade aos filhos, 5 anos mais tarde, quando já era Rei de Portugal. Em referência a esta decisão tardia, tornou-se popular a expressão “É tarde. Inês é morta”.
- casa da Mãe Joana - lugar bagunçado, onde todos podem entrar, sem maiores cerimônias.

Origem:  Joana I de Nápoles, rainha de Nápoles e condessa de Provença no século XIV, foi acusada de participar do assassinato do marido e precisou passar um tempo refugiada em Avinhão. Durante este período aprovou um decreto que regulamentava os bordéis da cidade, incluindo um artigo que dizia: "- et que siegs une porto... dou todas las gens entraron." Ou seja, ... e que tenha uma porta por onde todas as pessoas possam entrar.

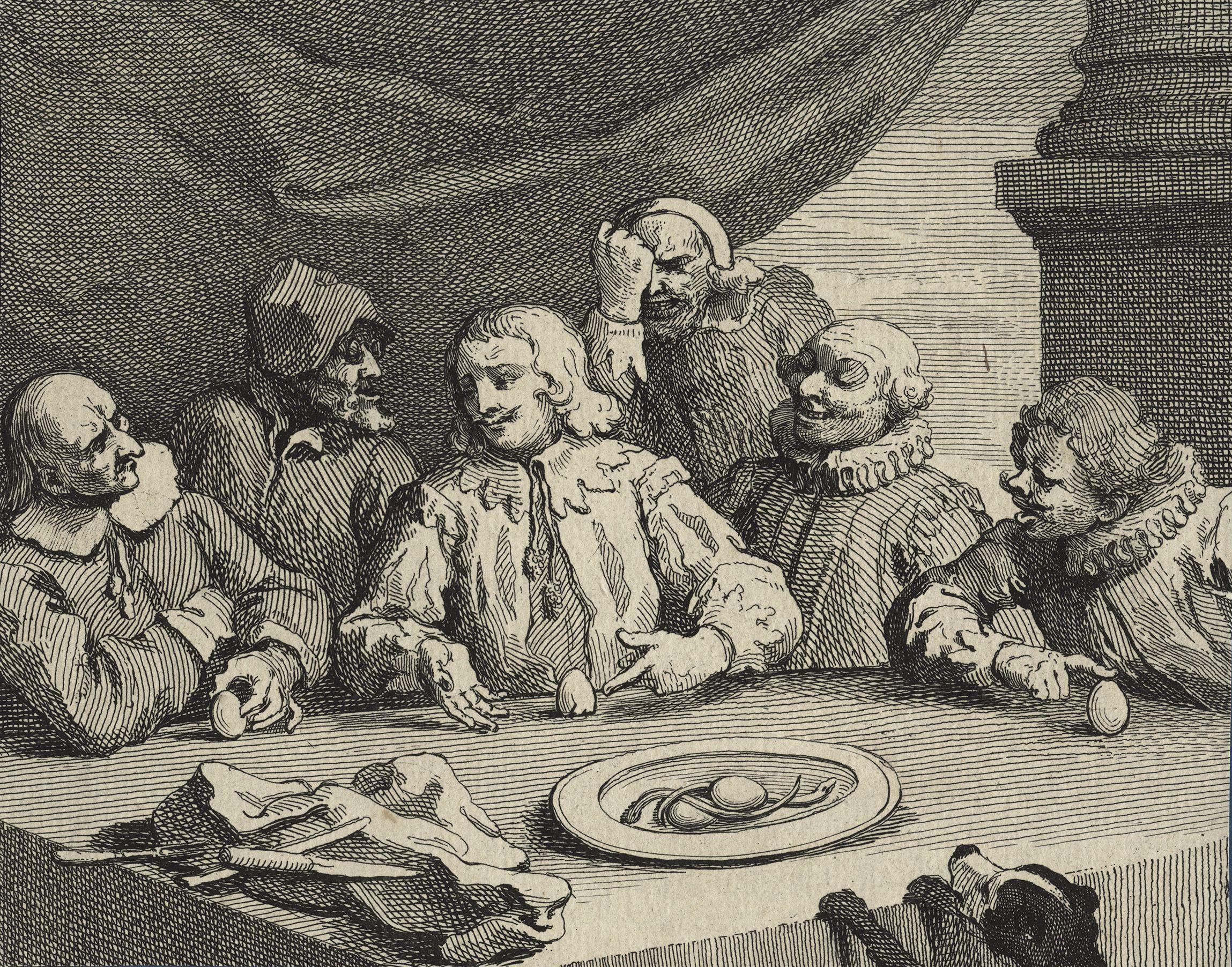
Colombo quebrando o ovo, William Hogarth.

- ovo de Colombo - solução aparentemente fácil e óbvia, mas que não ocorreu a ninguém anteriormente.

Origem: Num banquete na casa do cardeal Ximenes, ao ouvir o comentário de que para descobrir a América bastava ter pensado nisso, Cristóvão Colombo desafiou os presentes a colocarem um ovo em pé sobre uma das extremidades. Como ninguém conseguiu, Colombo bateu ligeiramente a ponta do ovo na mesa e assim o colocou em equilíbrio estável. Todos retrucaram que assim também o fariam. Sem dúvida, retrucou Colombo, mas era preciso pensar isso, e ninguém o fez, senão eu.
- a ver navios - frustrado, desiludido, desenganado.

Origem: Alusão aos armadores portugueses, ou aos parentes de marinheiros, durante a época das conquistas, que ficavam no alto das colinas de Lisboa, esperando avistar as caravelas que deveriam chegar das Índias, da África ou do Brasil.
- custar os olhos da cara - custar muito caro.

Origem: A explicação mais conhecida faz referência ao conquistador espanhol Diego de Almagro, que perdeu um de seus olhos quando tentava invadir uma fortaleza inca. Almagro teria afirmado ao imperador Carlos I que "Defender os interesses da Coroa espanhola me custou um olho da cara".
- testa de ferro - alguém que aparece como responsável por um negócio ou empresa sem que o seja efetivamente.

Origem: Emanuele Filiberto di Savoia, duque de Saboia, conhecido como Testa di Ferro, foi rei de Chipre e Jerusalém, mas tinha somente o título e nenhum poder verdadeiro. Daí a expressão ser atribuída a alguém que ocupa uma posição de liderança sem ter o poder efetivo.
- botar a mão no fogo - atestar confiança absoluta.

Origem: A expressão vem de uma tortura praticada na época da Inquisição, onde uma pessoa acusada de heresia tinha sua mão envolvida em estopa e era obrigada a andar alguns metros segurando uma barra de ferro aquecida. Alguns dias depois, a estopa era retirada e a mão do suposto herege era verificada; se estivesse queimada, o destino era a forca; se estivesse ilesa, significava que era inocente da acusação. Daí, botar a mão no fogo por alguém significaria depositar confiança cega em sua inocência.
- cuspido e escarrado - idêntico ou muito semelhante.

Origem: Acredita-se que a expressão seja corruptela do termo "esculpido em Carrara". Por sua nobreza, o mármore de Carrara, comuna da Toscana, era o predileto dos escultores do Renascimento, por permitir cortes muito elaborados. Conta-se, inclusive, que Michelangelo, ao terminar sua escultura de Moisés, ficou tão entusiasmado com o resultado que exclamou "Por que não falas?".
- obra de Santa Engrácia - trabalho interminável, que leva muito tempo sendo feito.

Origem: Erguida em 1568, a igreja de Santa Engrácia, em Lisboa, foi severamente danificada por uma tempestade, em 1681. A sua reconstrução foi iniciada em 1682 mas só seria concluída em 1966 - 284 anos após o início da obra. Segundo a tradição popular, a igreja havia sido amaldiçoada como consequência de um amor impossível. Simão Pires Solis, um cristão-novo, cavalgava todos os dias até ao convento de Santa Clara, que ficava ao lado da igreja de Santa Engrácia, que estava em obras, para se encontrar às escondidas com a jovem Violante, feita noviça à força por seu pai, que não concordava com o namoro. Numa dessas noites, em 15 de janeiro de 1630, foi furtado o relicário de Santa Engrácia. Simão foi acusado do furto, preso e barbaramente torturado. Não podendo revelar a razão pela qual rondava a igreja todas as noites, pois comprometeria a amada, foi condenado à morte na fogueira. A execução da pena ocorreu em 3 de janeiro de 1631, nas proximidades das obras da nova igreja de Santa Engrácia. Enquanto as labaredas envolviam seu corpo, Simão gritava que era tão certo morrer inocente como as obras nunca acabarem. De fato, as obras da igreja duraram quase 300 anos. À parte a narrativa possivelmente romanceada, existem registros históricos sobre "actos excessivos e diabólicos" cometidos por Simão Pires de Solis e sobre sua execução. O chamado "Desacato de Santa Engrácia" teria ocorrido na noite de 15 de janeiro de 1630.
- santo do pau oco - pessoa falsa, matreira ou dissimulada.

Origem: Em Minas Gerais, entre o final do século XVII e o início do século XVIII, durante o Período Colonial, a mineração, especialmente de ouro e diamantes, estava em seu auge. Para driblar a cobrança do quinto, o imposto de 20% que a Coroa Portuguesa cobrava de todos os metais preciosos garimpados no Brasil, santos em madeira oca eram esculpidos e, posteriormente, recheados de ouro em pó. Desta forma o estratagema permitia que o contrabando passasse despercebido pelos postos de fiscalização, sem prestar contas às casas de fundição e ao governo. Muitas pessoas, incluindo escravos e clérigos e autoridades, estavam envolvidas nesse tipo de contrabando.
A versão acima, no entanto, é contestada por diversos historiadores. Segundo o professor Meneses de Oliva, do Museu Histórico Nacional, a expressão se origina da descoberta, na cidade de Salvador, de imagens ocas de santos, que vinham de Lisboa recheadas de dinheiro falso.
- tudo como dantes no quartel de Abrantes - permanecer tudo no status quo (ironicamente).

Origem: Em 1805, o general Jean-Andoche Junot foi enviado por Napoleão Bonaparte para invadir Portugal. Chegando a Abrantes, conquista o castelo, lugar militarmente estratégico, e lá se instala, para preparar a tomada de Lisboa. Durante essa espera, por cinco dias, um emissário de Dom João VI lhe relata dia após dia "Tudo como dantes, no quartel-general de Abrantes", indicando não haver novidades. Mais tarde, pela bem sucedida campanha, Napoleão concedeu a Junot o título de duque de Abrantes.
- tempo de D. João Charuto - tempo muito antigo.

Origem: Tempo muito antigo, de Dom João VI, quando se iniciou a fabricação de charutos no Brasil.
- discurso acaciano - discurso vazio, pomposo e sem conteúdo.

Origem: A expressão se refere ao célebre personagem Conselheiro Acácio do romance O Primo Basílio, de Eça de Queirós. Paladino da moral cristã e dos bons costumes, usava um discurso afetado, cheio de fórmulas convencionais, chavões e citações, repleto de obviedades.

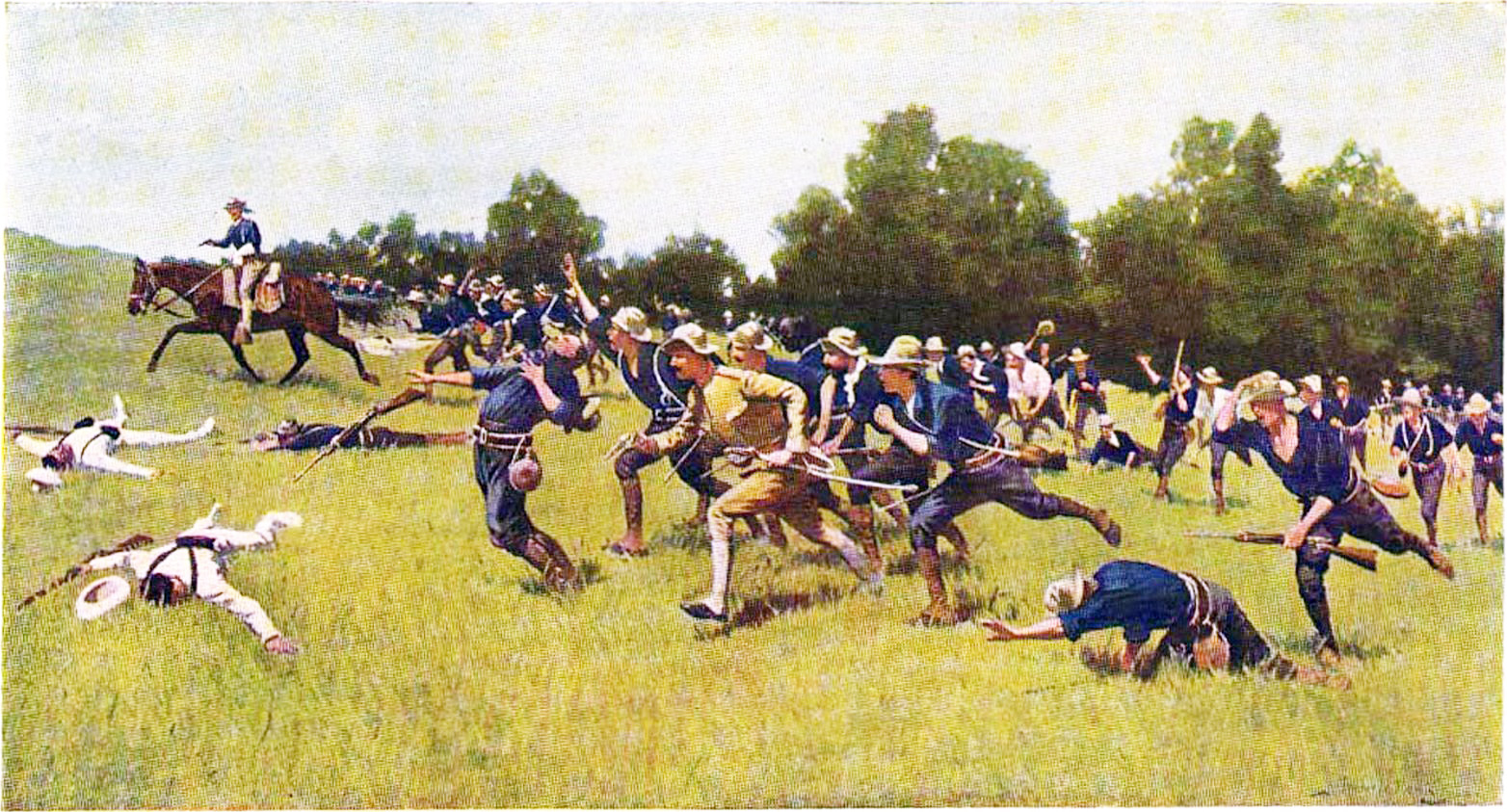
Batalha de San Juan, na Guerra Hispano-Americana, por Frederic Remington.

- entregar a carta a Garcia - ter iniciativa, espírito empreendedor e capacidade para cumprir difíceis missões.

Origem: Expressão originada num episódio ocorrido durante a Guerra Hispano-Americana. Quando se iniciou a guerra, o Presidente dos Estados Unidos, William McKinley, teve necessidade de comunicar rapidamente com o comandante dos rebeldes cubanos, o General Garcia, que se encontrava nas montanhas de Cuba. Na impossibilidade de se comunicar por correio ou telégrafo, McKinley mandou chamar um jovem militar chamado Rowan e deu-lhe uma carta para entregar a Garcia. Rowan, sem nem perguntar onde estava o General, guardou a carta numa bolsa impermeável junto ao coração e em apenas três semanas, após várias aventuras, entregou a carta a Garcia e saiu pelo outro lado da ilha.
- até aí morreu Neves - expressão idiomática que significa "isto já sei, quero novidades".

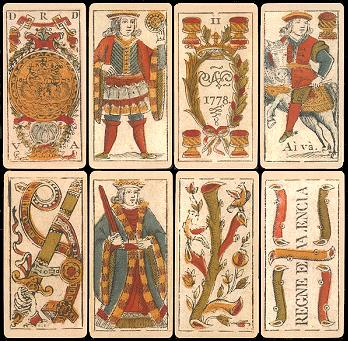
Baralho espanhol, de Valencia, 1778.

Origem: Joaquim Pereira Neves, assessor do Regente Feijó e governador do Rio Grande do Norte, foi morto barbaramente pelos índios. Como durante muito tempo não se falava de outro assunto no Rio de Janeiro, a população da capital, entediada, começou a usar a expressão "até ai morreu o Neves", com o significado de “já sei disto tudo, quero novas notícias”.
- vá pro quinto dos infernos - expressão usada contra alguém, quando se está possesso de raiva.

Origem: Durante o ciclo do ouro no Brasil, portugueses e brasileiros se deslocaram para regiões promissoras, atrás de ouro e pedras preciosas. Para lucrar com esta atividade a Coroa Portuguesa estabeleceu pesados impostos. No caso do ouro era cobrado o quinto, ou seja, a quinta parte de toda quantidade encontrada. O tributo era tão odiado pelos donos das minas que passaram a chamá-lo de o quinto dos infernos. Esta tributação excessiva foi um dos motivos para a eclosão da Inconfidência Mineira em 1789.
- resvés Campo de Ourique – por pouco, por um triz, à justa.

Origem: O terramoto de Lisboa, a 1 de novembro de 1755, provocou um enorme maremoto que provocou grande destruição até perto da zona de Campo de Ourique, que escapou ao desastre. A explicação é de ordem geológica, pois o aqueduto e os seus grandes arcos ficam situados na junção de duas placas do Cretácio Superior, muito perto de uma falha sísmica, a de Campo de Ourique.
- rodar a baiana - ter uma reação violenta a um abuso ou ofensa pessoal.

Origem: Uma das explicações para esta expressão se refere ao Carnaval carioca, que, já no início do século XX, era repleto de confusões e incidentes. Em meio aos desfiles da época alguns gaiatos aproveitavam a farra para passar a mão ou beliscar o bumbum da mulherada. Isso também acontecia com as baianas. Até que elas começaram a desfilar com guarda-costas disfarçados, capoeiristas vestidos como elas, que revidavam aos abusos com socos e navalhadas. Esta reação ficou conhecida como a rodada da baiana.
- dar pinta - revelar ou exagerar um traço de personalidade.

Origem: No baralho espanhol, a caixa que cerca cada figura tem um sinal para distinguir o naipe: as copas uma interrupção, as espadas duas, os bastos três e os ouros nenhuma. Este sinal se chama la pinta, de onde se originam as expressões "o conheci pela pinta", "ele deu pinta" e outras similares.
- tem caroço neste angu - algo está sendo escondido.

Origem: Muitas vezes a refeição servida aos escravos brasileiros era consistia exclusivamente de uma porção de angu de fubá. A escrava que lhes servia às vezes conseguia esconder um pedaço de carne ou outra porção mais substancial embaixo do angu, originando a expressão.
- disputar a nega (ou a negra) - jogar mais uma partida, para desempatar um jogo.

Origem: No passado, quando os senhores de escravos jogavam algum esporte ou jogo, o prêmio era muitas vezes uma escrava negra.
- ter um bizu - ter acesso a uma dica importante, especialmente com relação a uma prova escolar.

Origem: Expressão usada especialmente por militares. Quando da transferência da corte portuguesa para o Brasil, a comitiva real incluía diversos professores de Coimbra, que passaram a lecionar na Real Academia Militar. As provas de Matemática eram o terror dos alunos, até descobrirem que os professores usavam como base o livro do francês Etienne Bézout. Desta forma, adquirir um exemplar, ou ter acesso a ele para estudar, passou a ser fator importante para o sucesso na matéria. Com o tempo, Bézout passou a ser pronunciado e grafado simplesmente como bizu.
- aí é que está o busílis - aí é que se encontra a dificuldade, o nó gordio, o xis da questão.

Origem: Diz-se que a origem do termo se deve a um estudante de latim, que, numa prova, se deparou com as palavras "in diebus ilis" (naqueles dias). Como a expressão estava no fim de uma linha, ficou separada em "in die", numa linha, e "bus illis", na outra. O estudante então traduziu "in die" por "no dia", mas embatucou com o "bus illis", do qual desconhecia o sentido.
- lei de Chico de Brito - imposição autocrática, sem possibilidade de apelação.

Origem: O Coronel Francisco José de Brito assumiu em 1912 as funções de Intendente (prefeito) do Crato, no Ceará. Destemido e autoritário, prendia, processava e punia quem infringisse a lei, não importando sua condição social e de poder. Seu lema era a conhecia expressão latina ”dura lex sed lex” (a lei é dura, mas é lei). Quando da sua posse, o Cel. Antonio Luís Alves Pequeno, antigo Intendente, não quis entregar o cargo. Na cerimônia de posse o Dr. Irineu Pinheiro, sobrinho do Intendente deposto, perguntou:
- “Mas que Lei é esta, me diga?”
O novo Intendente respondeu:
- “É a Lei de Chico de Brito! Esta lei eu mesmo fiz”.
- será o Benedito? - expressão de espanto diante de situação inesperada ou indesejável.

Origem: Durante a década de 1930, o então presidente Getúlio Vargas demorava-se a definir o nome do interventor federal para o estado de Minas Gerais. Um dos candidatos era Benedito Valadares, um deputado federal até então pouco conhecido. A demora gerava inquietação entre os políticos, que se perguntavam "Será o Benedito?". Foi exatamente quem Getúlio escolheu, em dezembro de 1933, surpreendendo a todos.Outra versão é que a expressão que se refere a Benedito Caravelas, conhecido como Benedito Meia-Légua. Benedito assombrou os escravagistas durante os anos antes da abolição, reunindo grupos de negros insurgentes e aterrorizando os fazendeiros escravagistas da região nordeste.